# Gran Barcelona
El Área metropolitana de Barcelona , conocida como Gran Barcelona, es una conurbación venezolana integrada por las ciudades de Barcelona (capital del Estado Anzoátegui), Puerto La Cruz, Guanta, Lechería, integrando unas de las áreas metropolitanas más grandes del país.
A pesar de que los poderes públicos del estado se encuentran en su capital, Barcelona, las actividades económicas, sociales y políticas exceden sus límites geográficos integrando al resto de localidades circundantes y integrando la zona metropolitana. Cuenta con una población de 1.048.776 habitantes según datos del Consejo Nacional Electoral correspondientes a 2023.
La Gran Barcelona tiene un PIB nominal de USD$ 14.068 millones, correspondiéndole un per cápita nominal de USD$ 16.088 y un PPA per Cápita de 29.230 USD$ ; comprendido por los municipios de Simón Bolívar, Juan Antonio Sotillo, Municipio Diego Bautista Urbaneja, Municipio Guanta, siendo una de las diez principales ciudades de Venezuela. Siendo la cuarta ciudad de Venezuela en producción económica, la segunda solo detrás de Caracas en ingresos per Cápita, con el Municipio Diego Bautista Urbaneja (Lecherias) el más rico del país y con menos porcentaje de pobreza en Venezuela y la sexta aglomeración urbana en población del país.
Entre los años 60 y 90 era el destino turístico más visitado de Venezuela, después de la Isla de Margarita, anualmente visitaban la ciudad unas 5.000.000 de personas.
La Gran Barcelona es el área metropolitana más grande de la Región Nor-Oriental de Venezuela. Es asiento de importantes industrias de diversos ramos y sede de numerosas organizaciones financieras y comerciales. Cuenta además con numerosos edificios de la estatal venezolana Petróleos de Venezuela.

## Historia

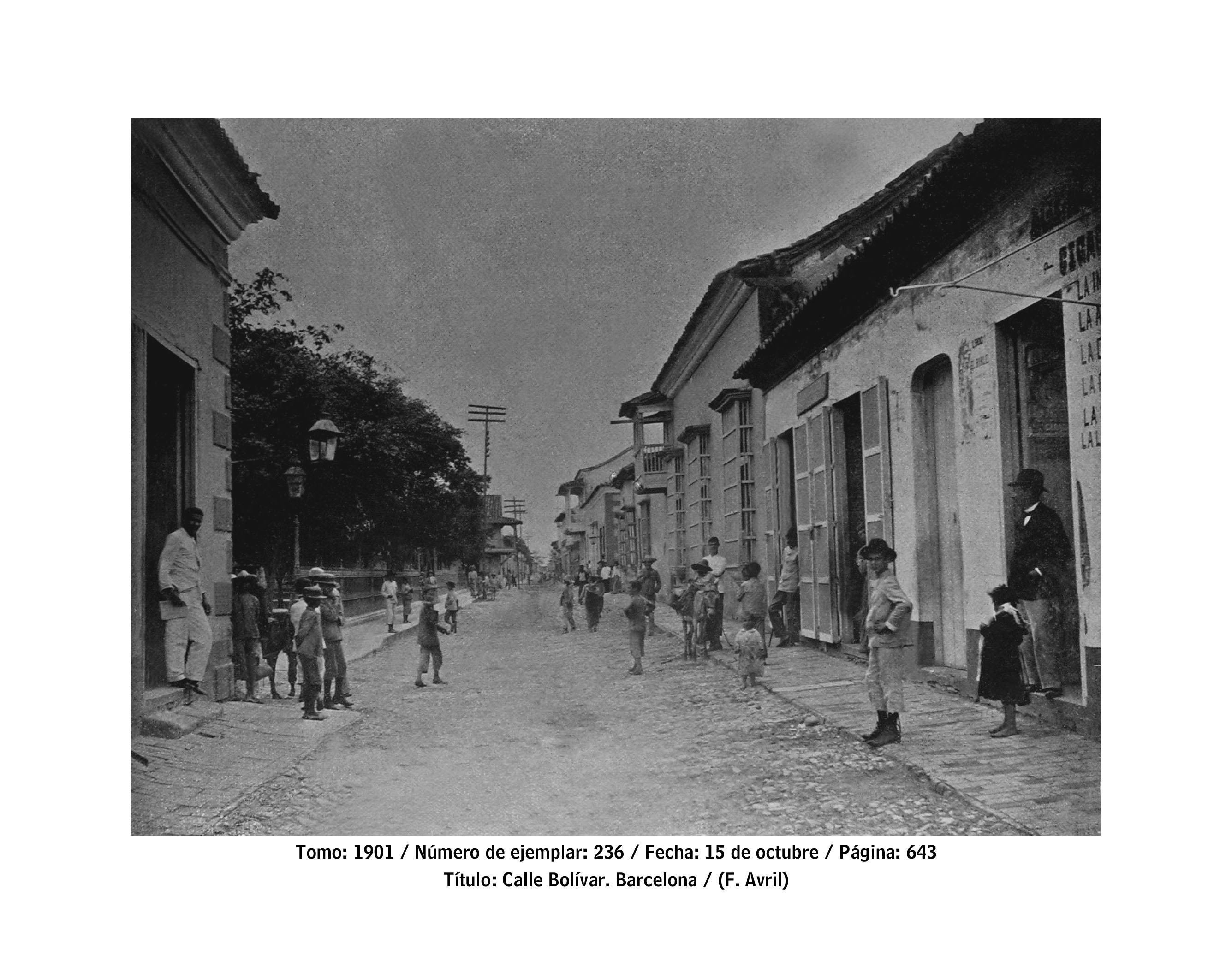
Barcelona fotografiada por Henrique Avril en 1901

Durante la época colonial, la zona donde actualmente se ubica la Gran Barcelona, estaba conformada por la ciudad de Nueva Barcelona del Cerro Santo, el poblado de Pozuelos, haciendas de cabras productoras de leche cercanas al Fortín de la Magdalena (ubicado en el Cerro "El Morro" o "Macarapana") y el puerto rural de Guanta. Todos estos lugares distaban varios kilómetros entre sí. Sin embargo, con el pasar del tiempo y el desarrollo de estas zonas durante el siglo XX, la población creció de modo vertiginoso. Los pueblos se convirtieron en ciudades y hasta cambió su situación política. Las aldeas de pescadores a pocos kilómetros de Pozuelos tuvieron un desarrollo desbordado a mediados del siglo XX, convirtiéndose en la ciudad de Puerto La Cruz, la cual absorbió Pozuelos, de modo que este último ahora es solo una parroquia de Puerto La Cruz. Así mismo, con el asentamiento de la principal industria cementera del país en la zona, el Puerto de Guanta creció demográficamente, convirtiéndose en una ciudad industrial y el tercer puerto comercial más importante de Venezuela.
Ya en la segunda mitad del siglo XX, gracias a las iniciativas en materia de infraestructura turística de la organización Caztor, las haciendas lecheras y las salinas cercanas al antiguo Fortín de la Magdalena fueron convertidas en una pujante ciudad turística y hotelera que recibió el nombre de Lechería (derivado de la antigua actividad lechera de la zona). Para 1970 con la construcción del Complejo Turístico El Morro se inicia la urbanización del norte de Barcelona, surgiendo nuevos sectores como Venecia y Las Garzas. Ya para 1987 los 11 kilómetros que separaban a Barcelona de Puerto La Cruz estaban ya urbanizados en su totalidad, entrando en el conglomerado el poblado de Pozuelos con el auge de la Avenida Andrés Bello (Actual Intercomunal Jorge Rodríguez). A la par, el desarrollo portuario de Guanta, llevó a una fusión con Puerto La Cruz, siendo ésta Parroquia de la misma hasta 1992. Ese mismo año, Lechería logra separarse de Barcelona.
Con la construcción de la Refinería Puerto La Cruz y, a finales de siglo, del Complejo Petroquímico José Antonio Anzoátegui de Barcelona, el desarrollo demográfico fue aún mayor. La zona recibió entonces importantes organizaciones financieras y comerciales, además de presenciar la construcción de centros comerciales, hoteles de lujo, centros financieros, fábricas y conjuntos residenciales. Todos estos factores contribuyeron a la unificación no planificada de los poblados y ciudades originales, de modo que en la actualidad, realmente forman un solo conglomerado urbano, una sola ciudad.

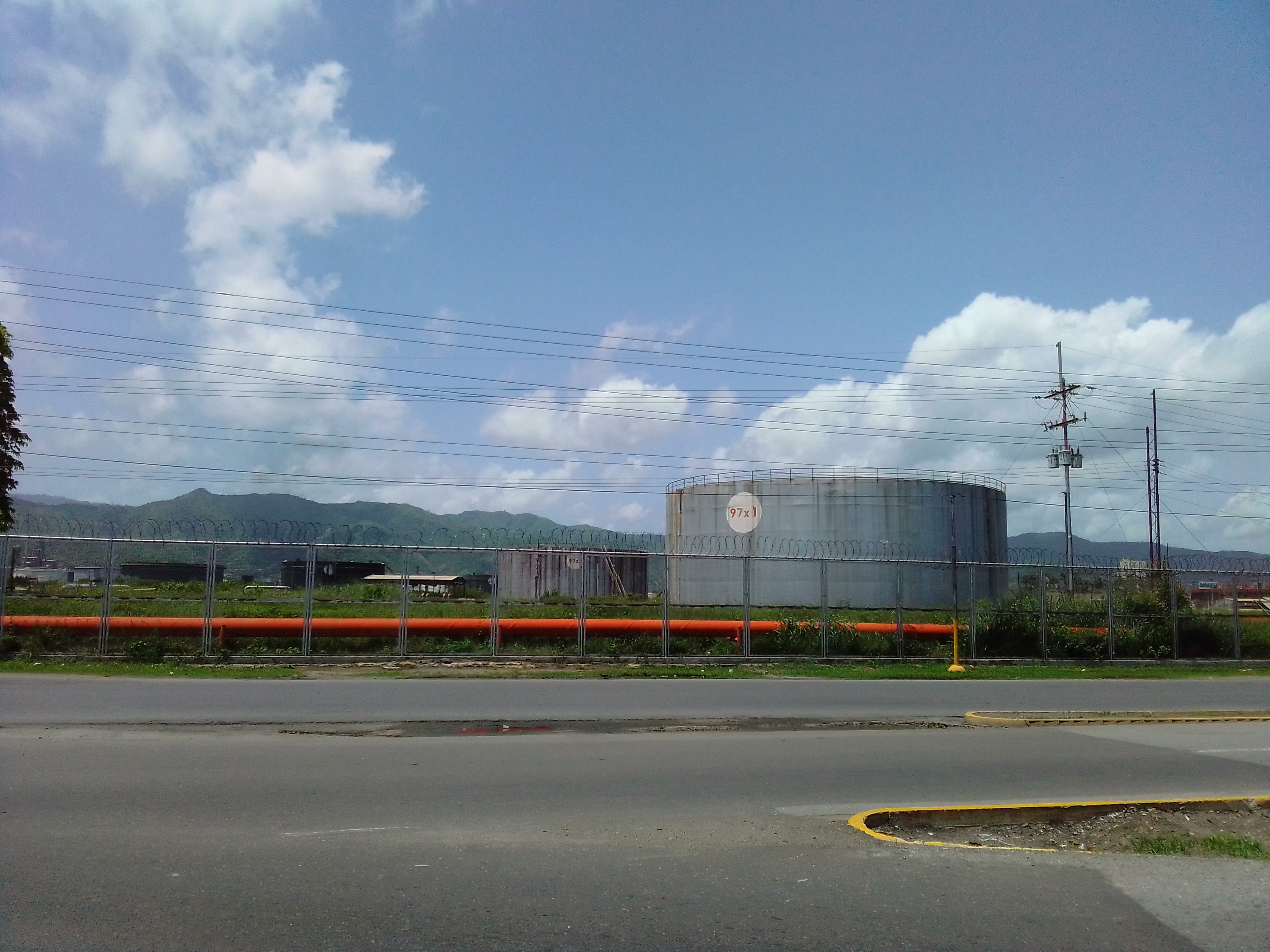
Refinería de Puerto La Cruz

La cercanía del Complejo José a las ciudades de Píritu y Puerto Píritu dio origen a un éxodo de personas del eje urbano hacia estas localidades y el auge de personal en las nuevas empresas de Barcelona fomentó el surgimiento de ambas poblaciones como ciudades dormitorio y ciudades satélites tanto de Barcelona como de Puerto La Cruz. En los últimos 20 años lo largo de la Autopista Gran Mariscal de Ayacucho han surgido nuevas barriadas y se ha continuado con la expansión descontrolada de la ciudad de Barcelona hacia el sur, llegando a los linderos de Barbacoas, una población que en 1987 se ubicaba a casi 20 km del casco urbano de la ciudad.

## Geografía

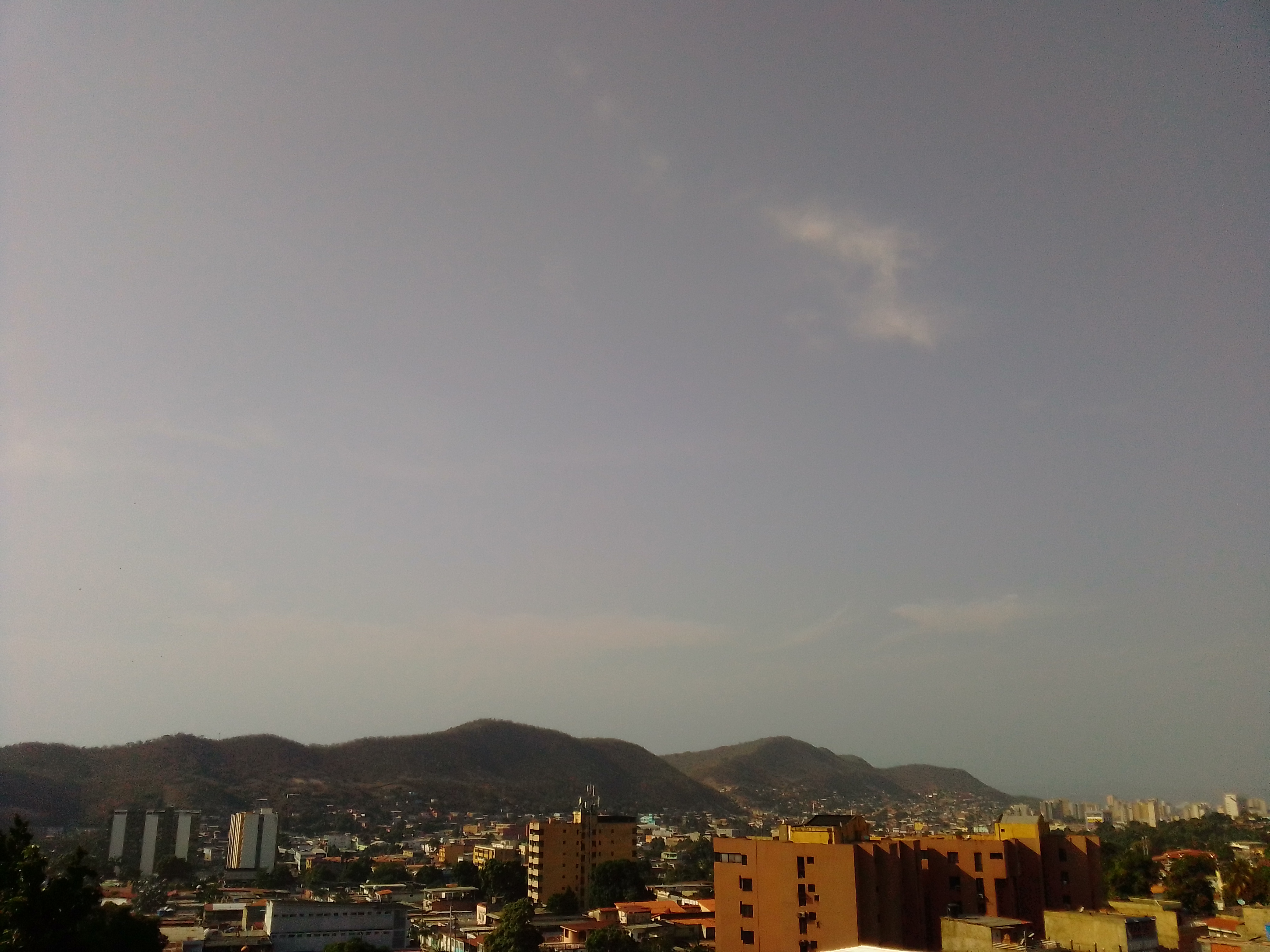
Cerro Magüey

La ciudad se encuentra en la Región Costa Montaña, situada en la región Nor Oriental de Venezuela, rodeada de montañas que forman parte de la cordillera oriental de Venezuela, es notable la presencia de varias elevaciones no mayores a 90 m s. n. m. como el Cerro Venezuela (en sus faldas se fundó la Nueva Barcelona del Cerro Santo), el Morro de Barcelona a 87 m s. n. m. y Tumba de Bello a igual altitud y otras elevaciones como el Cerro Magüey de 180 m s. n. m. y el Cerro Colorado (Anzoátegui) de 135 m s. n. m. Son elevaciones abruptas y ninguna tiene relación con otra o con una cadena montañosa. Posee extensas playas, siendo las más populares del eje urbano Maurica y Caicara, Mansa, Lido, Cangrejo y Los Canales  y Paseo Colón.

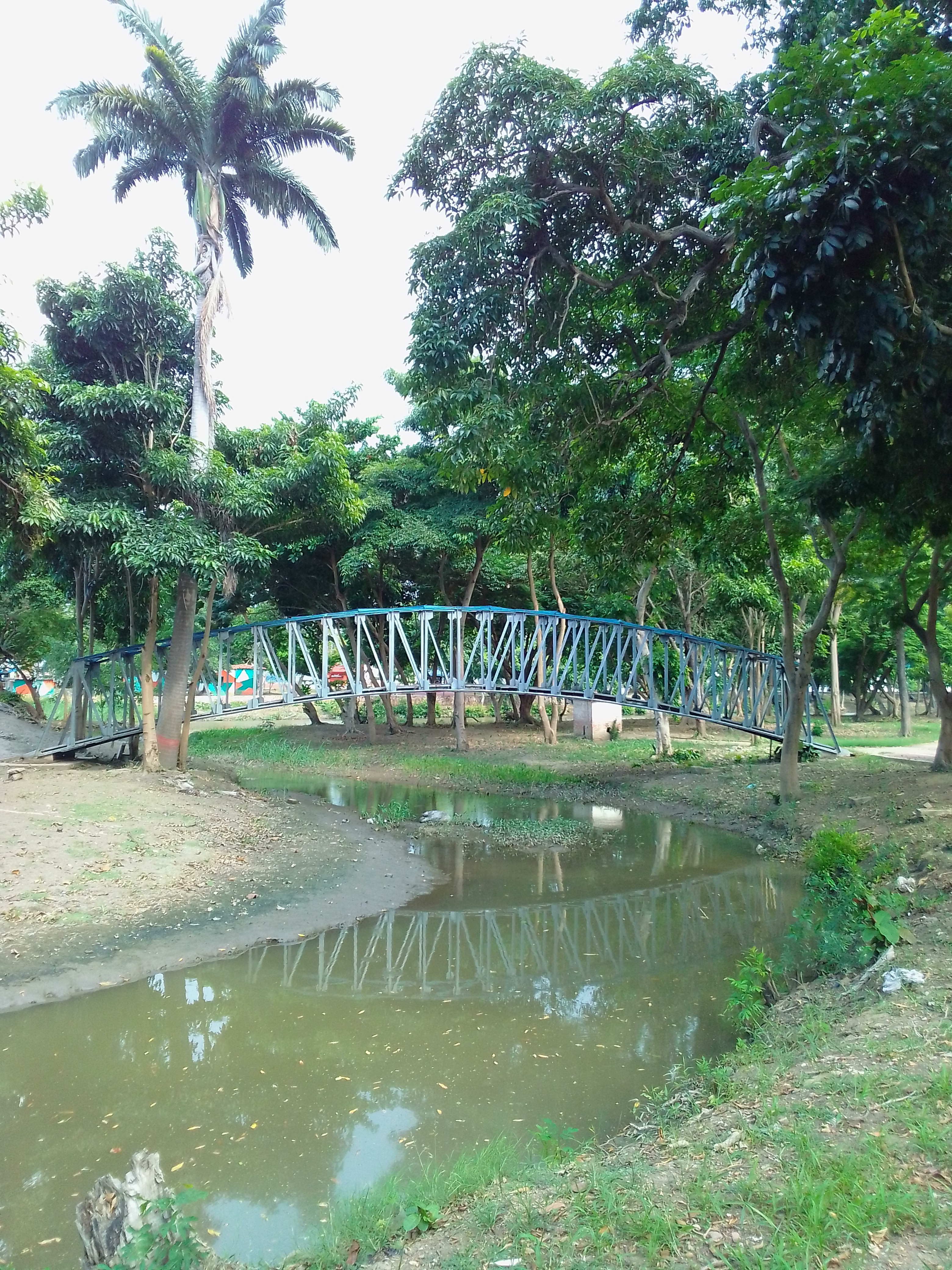
Paseo Río Neverí

Su principal rasgo hidrográfico es el río Neverí, que atraviesa a la ciudad. En 1970 el Neverí se desbordó, llevándose a su paso edificaciones, casas y vidas humanas. En 1972, el gobernador Francisco Arreaza Arreaza hizo construir un canal de alivio, con lo que se evitó desde entonces este tipo de inconvenientes para la ciudad. El Neverí se divide en dos partes poco antes de llegar al sector Caño Salado. Este brazo del río, se dirige hacia el norte, a la ciudad de Lechería, donde es conocido como Río Viejo.
Cercano a Barcelona también se encuentra el río Aragua, el cual es conocido por ser un colector de aguas servidas, este en el año 1999 se desbordó inundando todo el populoso sector denominado El Viñedo. No hubo pérdidas humanas.
Otros cursos de agua son la Quebrada La Culebra de Guanta (Cuya inundación de 1988 causó pérdidas materiales y humanas), los Caños Guamachito y Belén de Barcelona y el Río Amana, a su vez, afluente del aragua.
Se destaca también la presencia de Lagunas salobres o salinas tales como la Rómulo Gallegos de Lechería, El Paraíso (o el Magüey) de Puerto La Cruz, De Píritu en Puerto Píritu y Boyacá de Barcelona. Todas son colectores de aguas servidas debido a la mala planificación urbana que vive el eje.

## Localidades del área metropolitana

### Barcelona

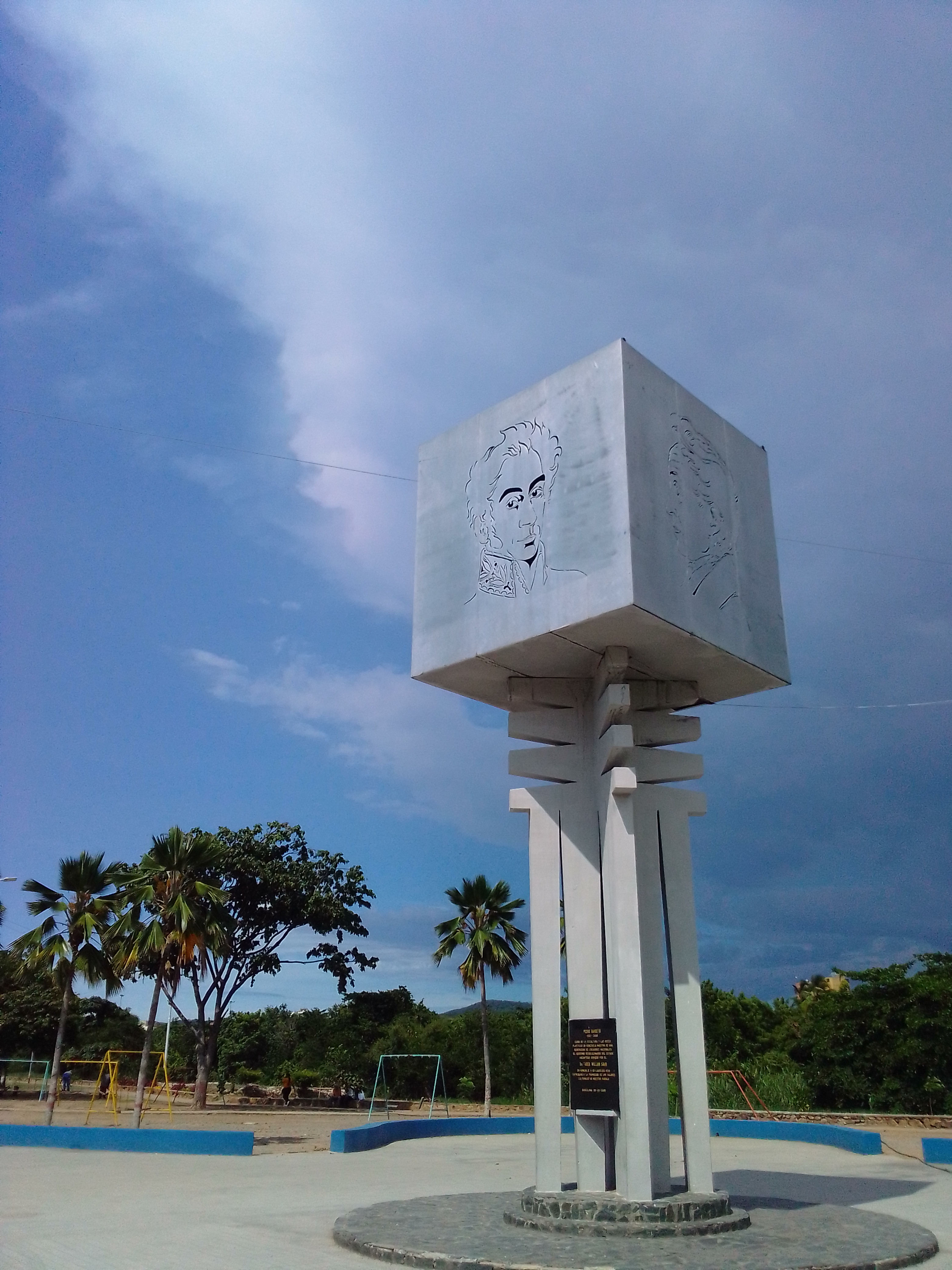
Plaza Cuatro Caras

Capital del estado, ciudad más poblada del área metropolitana. Alberga los poderes públicos, por lo que es considerada como la capital legislativa del eje. Perteneciente al Municipio Simón Bolívar (Anzoátegui). Posee una población de 510.564 habitantes para el año 2020, aquí se concentran todos los poderes gubernamentales del estado Anzoátegui, en esta ciudad están sitios importantes del área metropolitana de la Gran Barcelona, como lo son: el Aeropuerto Internacional José Antonio Anzoátegui, el Estadio Olímpico José Antonio Anzoátegui y la Casa Fuerte. Posee una superficie de 89 km² en lo que respecta al área urbana-metropolitana y 1.706 km² el municipio en su totalidad. La ciudad es atravesada por 15 km del Río Neverí, el cual divide la ciudad en la parte este y oeste. Este río desemboca en el Mar Caribe en las costas de la ciudad. La ciudad de Barcelona tiene una altitud mínima de 2 m s. n. m. en sectores como Caño Salao, Las Morochas y Playa Mar, posee una altitud media de 12 m s. n. m. y una altitud máxima de 130 m s. n. m. en sectores como El Samán y Alta Vista. La ciudad tiene avenidas importantes para toda la Gran Barcelona, como la Avenida Fabricio Ojeda, la Avenida Fuerzas Armadas, la Av. Intercomunal Barcelona - Puerto La Cruz y la Vía Alterna.

### Puerto La Cruz

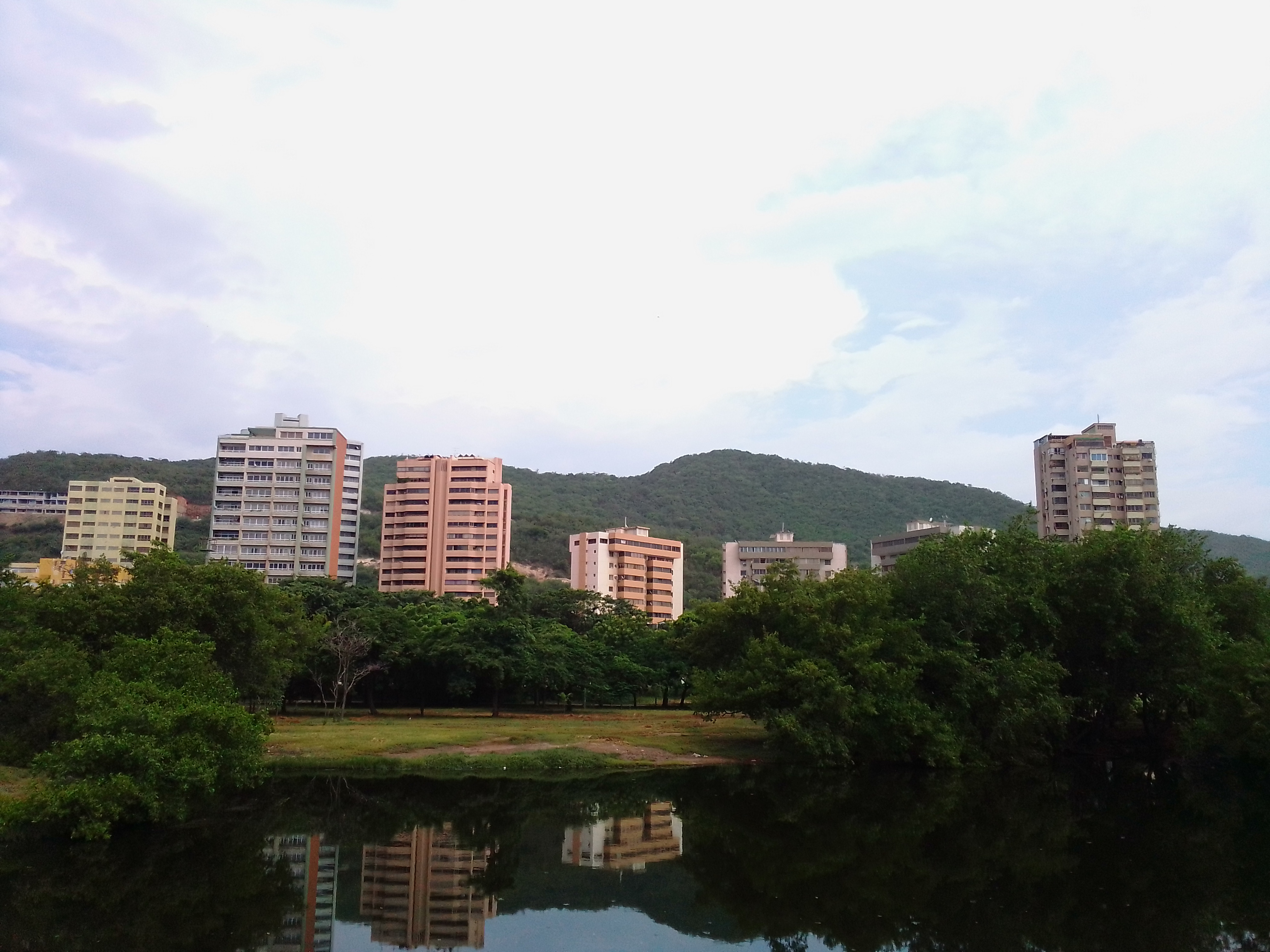
Laguna del Parque Andrés Eloy Blanco

Es la Segunda más poblada del área metropolitana. Perteneciente al Municipio Juan Antonio Sotillo. Posee una población de 293.258 habitantes para el año 2020. Es la ciudad más conocida y popular de toda el área urbana, ya que en la década de los años 1970 y la de 1980, Puerto La Cruz era el segundo destino más visitado por los turistas que provenían de otros países y del mismo país, por esta razón la mayoría de los habitantes del país llaman a toda el área urbana como "Puerto La Cruz", aquí se concentra la mayoría de los negocios comerciales de toda la aglomeración, así como atractivos turísticos como el Paseo Colón y el Parque Andrés Eloy Blanco. Posee una superficie de 59 km² en lo que respecta al área urbana-metropolitana y 244 km² el municipio en su totalidad. La ciudad posee el Terminal de Ferris Conferry que es el medio de transporte principal entre la Isla de Margarita y tierra firme. También posee el Estadio Alfonso Chico Carrasquel del equipo local de béisbol, Caribes de Anzoátegui. La ciudad posee la 3.ª refinería con más producción de barriles diarios de Venezuela, la cual es la Refinería Puerto La Cruz. La ciudad de Puerto La Cruz tiene una altitud mínima de 2 m s. n. m. en el Paseo Colón y en sectores como Los Boqueticos y El Paraíso, posee una altitud media de 13 m s. n. m. y una altitud máxima de 310 m s. n. m. en las zonas altas de la ciudad, en sectores como Valle Lindo, Valle Verde y Las Charas. La ciudad tiene avenidas importantes para toda la Gran Barcelona, como la Avenida 5 de Julio, la Avenida Municipal, la Avenida Bolívar, la Avenida Stadium y la Avenida Paseo Colón (Venezuela)

### Conurbación Puerto Píritu - Píritu
Es la Tercera más poblada del área metropolitana. Esta conurbación es la unión de dos municipios, la ciudad de Puerto Píritu, perteneciente al Municipio Peñalver y Píritu, perteneciente al Municipio Píritu. La ciudad de Puerto Píritu posee una población de 40.230 habitantes y la ciudad de Píritu posee una población de 29.776 habitantes, para un total de 72.006 ciudadanos viviendo en dicha conurbación. El turismo y la pesca son las principales actividades económicas de la localidad. Posee la Playa Puerto Píritu y también están las Isletas de Píritu, ambas son muy visitadas por turistas nacionales. La conurbación está ubicada a unos 40 km de la ciudad de Barcelona, está incluida en el área metropolitana porque los dos municipios comparten el Complejo Petroquímico José Antonio Anzoátegui y también porque la conurbación depende en parte de la actividad económica de la Gran Barcelona. La ciudad tiene una altitud mínima de 1 m s. n. m. en la zona del Boulevard Fernández Padilla, posee una altitud media de 20 m s. n. m. en el Casco Central de la ciudad y una altitud máxima de 142 m s. n. m. en la zona de Santa Bárbara. Esta conurbación no se incluye en el área urbana de la ciudad si no en el área extraurbana-metropolitana y la conurbación forma en su totalidad, 21 km².

### Lechería

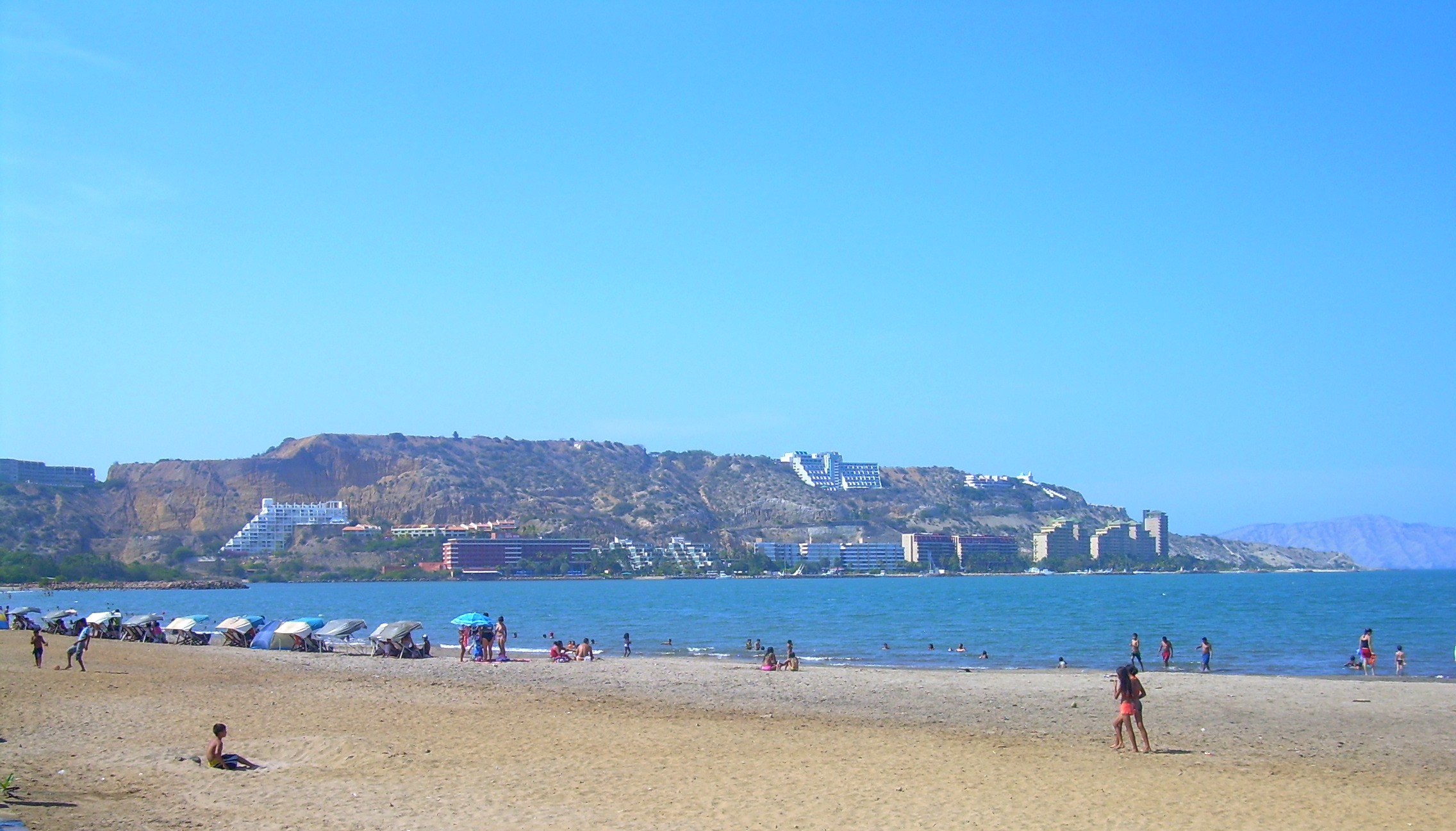
Cerro El Morro

Es la cuarta más poblada del área metropolitana. Perteneciente al Municipio Diego Bautista Urbaneja o por su nombre completo Municipio Turístico El Morro Licenciado Diego Bautista Urbaneja, siendo el municipio más pequeño pero con el nombre más largo de Venezuela. Posee una población de 43.368  habitantes para el año 2020, es la ciudad turística de la aglomeración, conocida por su increíble desarrollo urbanístico, turismo, vida nocturna y es catalogada la ciudad más segura de la nación. Posee una superficie de 12 km² en el área urbana-metropolitana y el municipio en su totalidad. 
En la ciudad se encuentran playas como; Playa Lido, Playa Los Canales, Playa Cangrejo, Playa Mansa y Playa Caleta, así como los dos centros comerciales más grandes de la aglomeración, el "Centro Comercial Plaza Mayor" y el "Centro Comercial Caribbean Mall", así como el desarrollo turístico más grande de Latinoamérica, el Complejo Turístico El Morro, también posee muchos hoteles y sitios nocturnos visitados por turistas de otras ciudades y habitantes de la zona. La ciudad de Lechería tiene una altitud mínima de 0 m s. n. m. en la zona de playas, posee una altitud media de 11 m s. n. m. y una altitud máxima de 111 m s. n. m. en el Cerro El Morro.

### Guanta
Es la quinta más poblada del área metropolitana. Perteneciente al Municipio Guanta. Posee una población de 37.732 habitantes. En esta ciudad se encuentra el Puerto de Guanta, el cual es el tercer puerto más importante de Venezuela, después de La Guaira y Puerto Cabello. Por esta ciudad se accede al circuito playero de Guanta y del parque nacional Mochima, donde son famosas playas como: Playa Conoma, Playa Valle Seco e Isla de Plata. Esta ciudad es atravesada por la Troncal 9 por la cual se va hacia el Estado Sucre. Aquí se encuentra la segunda terminal de Ferris (Conferry) del área metropolitana, así como el embarcadero La Baritina en el sector Pamatacualito. Hasta esta localidad llegaba el ferrocarril que cubría la Red Ferroviaria de Oriente (ruta Naricual - Guanta), que traía carbón de las Minas de Naricual, el cual funcionó de 1960 a 1984.

### Otras localidades
- El Rincón: Poblado rural del Municipio Sotillo. Originalmente era un caserío lleno de haciendas y fincas. Hoy en día, esas tierras son barrios y urbanizaciones, siendo destacados Vidoño, La Floresta y La Tomatera. Alberga a unos 13.500 habitantes.
- Barbacoas: Poblado rural del Municipio Bolívar. A pesar de estar a 10 km del Peaje de Mesones (La frontera sur de la ciudad), la expansión del sur de la ciudad hace que sea un centro suburbano del eje. Alberga a unos 6100 habitantes.
- Potocos: Parcelamiento Industrial del Municipio Bolívar. Con la construcción de la Autopista Gran Mariscal de Ayacucho, pasó a llenarse de viviendas improvisadas y unas pocas urbanizaciones. Alberga a unas 3000 personas y a diversas empresas como Sal Bahía y Herrera representaciones. En sus inmediaciones se halla el Parque Acuático Kariña, el más grande de Venezuela en su momento.
- San Diego: Poblado rural del Municipio Bolívar. Al igual que El Rincón, estaba lleno de haciendas y fincas. Posee un carácter semiurbano, conservando su casco central aún rural. Han surgido nuevas urbanizaciones a lo largo de su vía central de acceso. Alberga a unos 12.450 habitantes.
- Naricual: Parroquia del Municipio Bolívar. Hasta el año 2000 se consideraba zona rural de la ciudad, pero el desarrollo de la misma la unió al eje urbano. En sus inmediaciones se halla la Cervecería Polar de Oriente, principal fuente de empleo de la zona. Su desarrollo se hizo a lo largo de la Carretera Troncal 16 (Antigua Puerto La Cruz-Anaco), siendo los sectores más populares Valles del Neverí, El Eneal, La Pica y Los Machos. Su población es de unas 29.500 personas.
- Los Mesones: Originalmente era una Zona Industrial ubicada al sur de Barcelona. Con el pasar de los años, las zonas aledañas fueron invadidas dando origen al Barrio. Mesones se divide en tres Urbanizaciones (Héctor Hevia Ruíz, El Moriche y José Antonio Anzoátegui) y siete barrios (La Carpa, El Cardonal, El Conde, Mesones, Los Médanos, Barrio Bolívar y La Ceiba). Es hogar de unas 25.433 personas. En sus cercanías se halla el Internado Judicial de Puente Ayala.

| Gran Barcelona (Incluyendo Área de Influencia) | Gran Barcelona (Incluyendo Área de Influencia) | Gran Barcelona (Incluyendo Área de Influencia) |
| Municipio                                      | Capital                                        | Población                                      |
| ---------------------------------------------- | ---------------------------------------------- | ---------------------------------------------- |
| Bolívar                                        | Barcelona                                      | 510 564                                        |
| Sotillo                                        | Puerto La Cruz                                 | 293.258                                        |
| Lic. Diego bautista urbaneja                   | Lechería                                       | 43.368                                         |
| Peñalver                                       | Puerto Píritu                                  | 40.230                                         |
| Guanta                                         | Guanta                                         | 37.732                                         |
| Píritu                                         | Píritu                                         | 29.776                                         |
| Distrito Urbano "Gran Barcelona"               |                                                | 954.928                                        |

## Clima
El clima de la Gran Barcelona tipo tropical seco o xeromegaterno tropical, es decir, correspondiente a una vegetación propia de la sequedad y bajo altas temperaturas. Conforme a la clasificación climática de Köppen, le corresponde un Semiárido cálido BSh
El régimen de precipitación de la Gran Barcelona se rige por dos periodos: uno seco, de octubre a mayo, y otro lluvioso que abarca de a principios de junio hasta octubre. En abril o mayo empiezan las lluvias de "primera". Hacia fines de junio, gran parte de julio, agosto y unas pocas en septiembre. La altitud promedio de la ciudad es de 20 m s. n. m. La ciudad se ubica en una latitud de 10°13′ N.
| Parámetros climáticos promedio de Barcelona, Venezuela                 | Parámetros climáticos promedio de Barcelona, Venezuela | Parámetros climáticos promedio de Barcelona, Venezuela | Parámetros climáticos promedio de Barcelona, Venezuela | Parámetros climáticos promedio de Barcelona, Venezuela | Parámetros climáticos promedio de Barcelona, Venezuela | Parámetros climáticos promedio de Barcelona, Venezuela | Parámetros climáticos promedio de Barcelona, Venezuela | Parámetros climáticos promedio de Barcelona, Venezuela | Parámetros climáticos promedio de Barcelona, Venezuela | Parámetros climáticos promedio de Barcelona, Venezuela | Parámetros climáticos promedio de Barcelona, Venezuela | Parámetros climáticos promedio de Barcelona, Venezuela | Parámetros climáticos promedio de Barcelona, Venezuela |
| Mes                                                                    | Ene.                                                   | Feb.                                                   | Mar.                                                   | Abr.                                                   | May.                                                   | Jun.                                                   | Jul.                                                   | Ago.                                                   | Sep.                                                   | Oct.                                                   | Nov.                                                   | Dic.                                                   | Anual                                                  |
| ---------------------------------------------------------------------- | ------------------------------------------------------ | ------------------------------------------------------ | ------------------------------------------------------ | ------------------------------------------------------ | ------------------------------------------------------ | ------------------------------------------------------ | ------------------------------------------------------ | ------------------------------------------------------ | ------------------------------------------------------ | ------------------------------------------------------ | ------------------------------------------------------ | ------------------------------------------------------ | ------------------------------------------------------ |
| Temp. máx. abs. (°C)                                                   | 37.2                                                   | 37.6                                                   | 38.0                                                   | 38.4                                                   | 38.8                                                   | 39.2                                                   | 40.1                                                   | 39.7                                                   | 38.9                                                   | 38.3                                                   | 37.9                                                   | 37.5                                                   | 40.1                                                   |
| Temp. máx. media (°C)                                                  | 35.2                                                   | 35.3                                                   | 35.4                                                   | 36.1                                                   | 36.3                                                   | 36.4                                                   | 37.0                                                   | 36.3                                                   | 35.6                                                   | 35.4                                                   | 35.2                                                   | 35.1                                                   | 37.0                                                   |
| Temp. media (°C)                                                       | 31.2                                                   | 31.4                                                   | 32.0                                                   | 32.1                                                   | 32.5                                                   | 32.7                                                   | 32.3                                                   | 31.8                                                   | 31.7                                                   | 31.3                                                   | 31.1                                                   | 30.6                                                   | 32.7                                                   |
| Temp. mín. media (°C)                                                  | 21.5                                                   | 21.9                                                   | 22.2                                                   | 22.5                                                   | 23.0                                                   | 23.3                                                   | 23.8                                                   | 23.6                                                   | 22.9                                                   | 22.4                                                   | 21.7                                                   | 21.0                                                   | 23.8                                                   |
| Temp. mín. abs. (°C)                                                   | 18.1                                                   | 18.2                                                   | 18.5                                                   | 19.0                                                   | 19.5                                                   | 20.4                                                   | 20.5                                                   | 20.0                                                   | 19.8                                                   | 19.4                                                   | 18.4                                                   | 18.2                                                   | 18.1                                                   |
| Lluvias (mm)                                                           | 7                                                      | 3                                                      | 2                                                      | 8                                                      | 48                                                     | 105                                                    | 119                                                    | 121                                                    | 84                                                     | 59                                                     | 44                                                     | 24                                                     | 624                                                    |
| Días de lluvias (≥ 1.0 mm)                                             | 1.3                                                    | 0.5                                                    | 0.5                                                    | 1.2                                                    | 4.7                                                    | 10.8                                                   | 12.7                                                   | 12.7                                                   | 9.4                                                    | 7.4                                                    | 5.8                                                    | 3.6                                                    | 70.6                                                   |
| Horas de sol                                                           | 288.3                                                  | 274.4                                                  | 297.6                                                  | 261.0                                                  | 254.2                                                  | 213.0                                                  | 232.5                                                  | 235.6                                                  | 243.0                                                  | 263.5                                                  | 255.0                                                  | 269.7                                                  | 3087.8                                                 |
| Humedad relativa (%)                                                   | 72.0                                                   | 71.0                                                   | 70.5                                                   | 72.0                                                   | 72.5                                                   | 75.0                                                   | 76.0                                                   | 76.0                                                   | 74.5                                                   | 74.5                                                   | 75.0                                                   | 73.0                                                   | 73.5                                                   |
| Fuente n.º 1: Instituto Nacional de Meteorología e Hidrología (INAMEH) |                                                        |                                                        |                                                        |                                                        |                                                        |                                                        |                                                        |                                                        |                                                        |                                                        |                                                        |                                                        |                                                        |
| Fuente n.º 2: NOAA (extremes, precipitation and sun)                   |                                                        |                                                        |                                                        |                                                        |                                                        |                                                        |                                                        |                                                        |                                                        |                                                        |                                                        |                                                        |                                                        |

## Avenidas por localidad

### Avenidas de Puerto La Cruz
- Escultura heptaedro del cielo de Dimitrios Demu en la Avenida MunicipalAvenida Intercomunal
- Avenida Municipal
- Avenida Paseo Colón
- Avenida Prolongación Paseo Colón
- Avenida 5 de Julio
- Avenida Stadium
- Avenida Bolívar

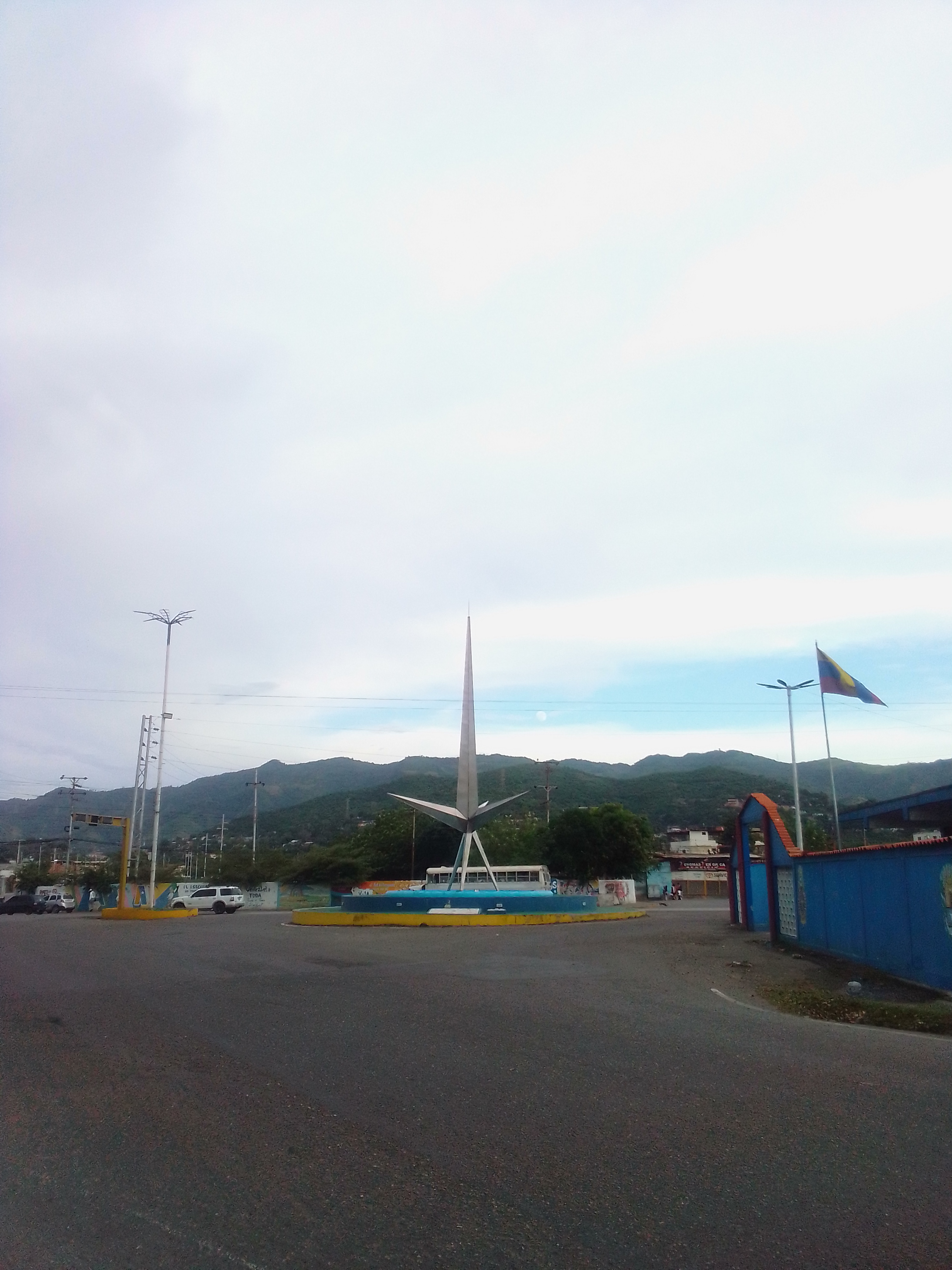
Escultura heptaedro del cielo de Dimitrios Demu en la Avenida Municipal

- Avenida José Antonio Anzoátegui (coloquialmente como La Gran Vía)
- Avenida Venezuela
- Avenida Principal de Pozuelos
- Avenida Principal de Chuparín
- Avenida Principal de Caribe
- Avenida Guaraguao
- Avenida Constitución
- Avenida Congreso
- Avenida Alberto Ravell
- Avenida Andrés Eloy Blanco
- Avenida Montes
- Avenida El Paraíso
- Avenida Los Boqueticos
- Avenida Neverí

### Avenidas de Barcelona
- Avenida intercomunalAvenida Intercomunal
- Avenida Raúl Leoni
- Avenida Argimiro Gabaldón
- Avenida Fuerzas Armadas
- Avenida Universidad
- Avenida Pedro María Freites
- Avenida Bolívar
- Avenida Centurión

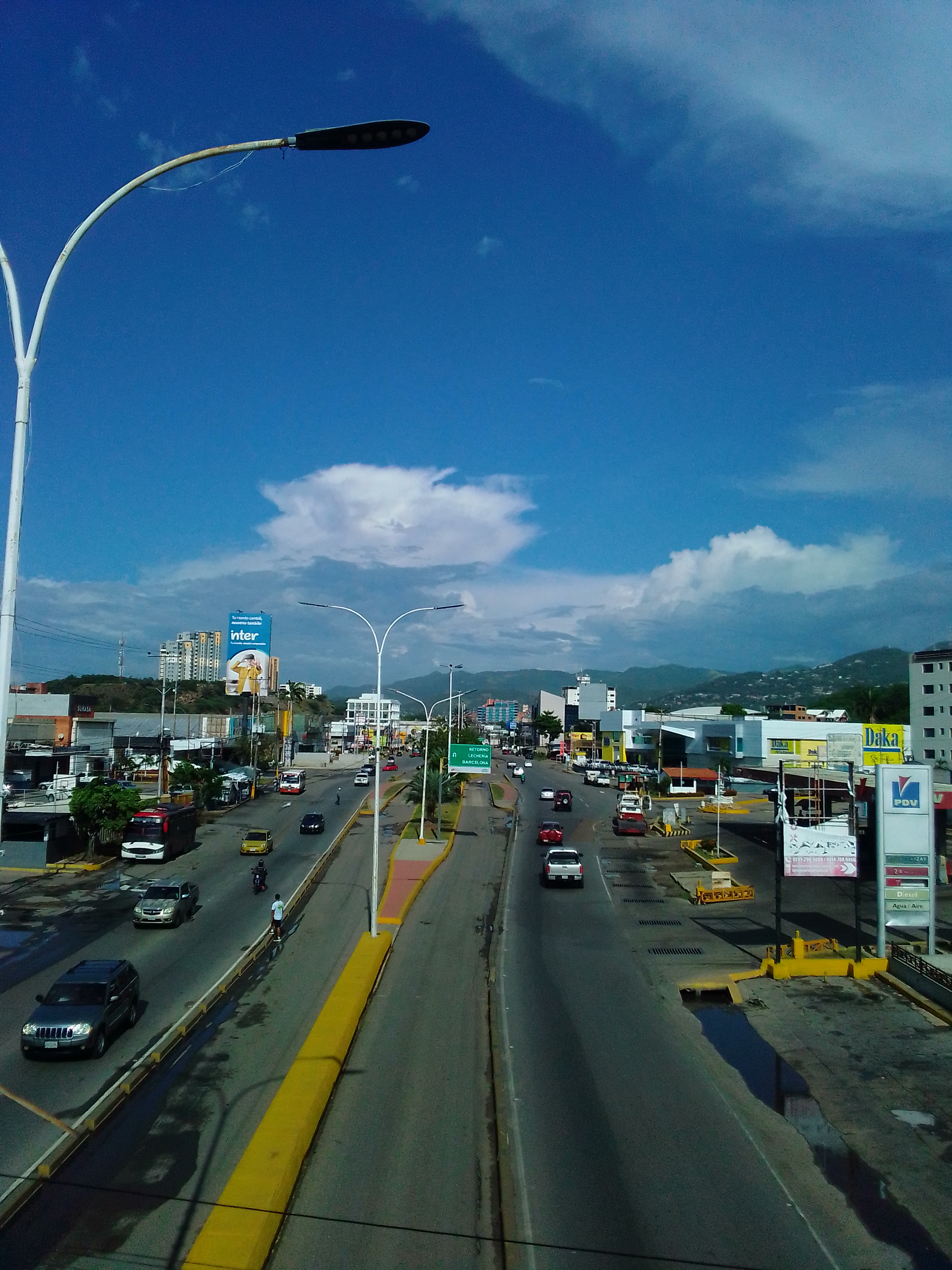
Avenida intercomunal

- Avenida Fabricio Ojeda (coloquialmente como La Costanera)
- Avenida Caracas
- Avenida Country Club
- Avenida Río
- Avenida Guzmán Lander
- Avenida Rotaria
- Avenida Boyacá
- Avenida El Ejército
- Avenida Juan de Urpín
- Avenida Cumanagoto
- Avenida 5 de Julio
- Avenida Principal Zona Industrial Los Montones
- Avenida El Samán
- Avenida Razetti

### Avenidas de Lechería

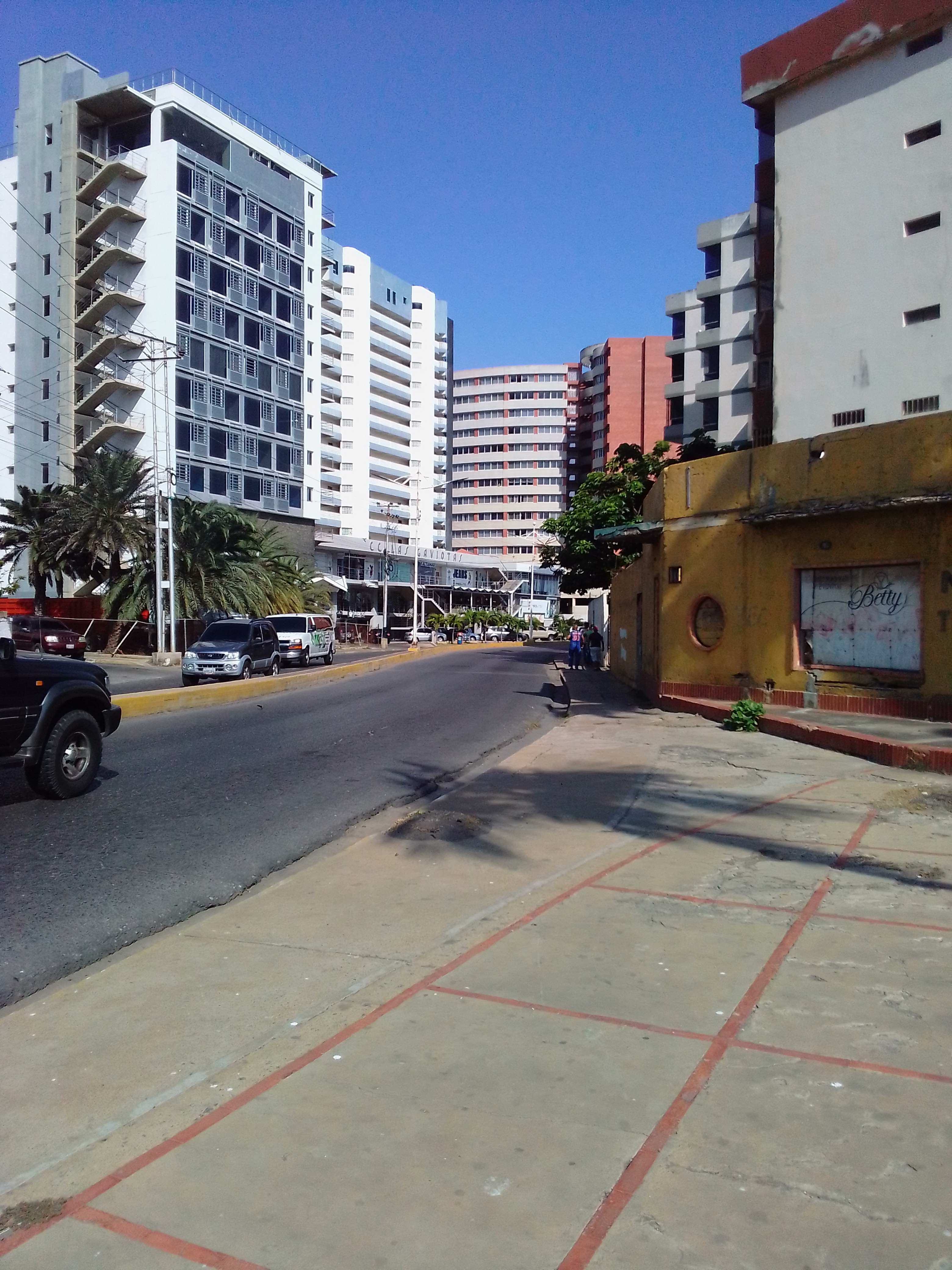
Avenida Diego Bautista Urbaneja

- Avenida Diego Bautista UrbanejaAvenida Diego Bautista Urbaneja (coloquialmente como Avenida Principal de Lechería)
- Avenida Bolívar
- Avenida Daniel Camejo Octavio
- Avenida Américo Vespucio
- Avenida La Costanera
- Avenida Sotavento Sur
- Avenida La Costa
- Avenida Barlovento
- Avenida Boulevard Lido
- Avenida Boulevard Los Canales
- Avenida Boulevard Playa Muerta
- Avenida Libertad
- Avenida Monagas
- Avenida Anzoátegui
- Avenida Onoto
- Avenida Andrés Bello
- Avenida Fermín Toro
- Avenida Tajalí
- Avenida Simón Rodríguez
- Avenida R-9
- Avenida R-8
- Avenida M-3
- Avenida R-7
- Avenida R-16
- Avenida R-17
- Avenida R-18

## Demografía
A continuación, se muestra una tabla que contiene la evolución en cuanto a cantidad de habitantes que ha tenido la población de la Gran Barcelona, desde 1948 hasta 2018.
| Año                                          | Habitantes |
| -------------------------------------------- | ---------- |
| 1948                                         | 101.312    |
| 1958                                         | 152.447    |
| 1968 (año donde empieza el boom demográfico) | 200.619    |
| 1978                                         | 301.185    |
| 1988                                         | 491.732    |
| 1998                                         | 660.120    |
| 2008                                         | 900.120    |
| 2020                                         | 958.928    |

| Municipio                            | ! % de pobreza | % de pobreza extrema |
| ------------------------------------ | -------------- | -------------------- |
| 1. Municipio Simón Bolívar           | 17.20%         | 6.73%                |
| 2. Municipio Sotillo                 | 17.50%         | 7.45%                |
| 3. Municipio Diego Bautista Urbaneja | 3.02%          | 0.29%                |
| 4. Municipio Guanta                  | 17.58%         | 8.66%                |

## Educación Universitaria
En la Gran Barcelona, las universidades ofrecen niveles educativos de pregrado y de postgrado (especializaciones, maestrías y doctorados). También realizan extensión (labores de apoyo a la comunidad) e investigación en ciencia y tecnología. Las principales universidades son:
Universidades
| Universidad                                                 | Inicio | Principal o Extensión | Abreviado | Tipo de Propiedad | Página Web                                             | Propietario                 |
| ----------------------------------------------------------- | ------ | --------------------- | --------- | ----------------- | ------------------------------------------------------ | --------------------------- |
| Universidad de Oriente Núcleo de Anzoátegui                 | 1960   | Principal             | UDO       | Público           | Archivado el 13 de abril de 2018 en Wayback Machine.   | Gobierno Nacional           |
| Universidad Nacional Abierta                                | 1977   | Extensión             | UNA       | Público           | www.una.edu.ve                                         | Gobierno Nacional           |
| Universidad Politécnica Territorial José Antonio Anzoátegui | 1978   | Extensión             | UPTJAA    | Público           |                                                        | Gobierno Nacional           |
| Universidad Metropolitana                                   | 1970   | Extensión             | Unimet    | Privado           |                                                        | Benjamín Sharifker Podolski |
| Universidad Gran Mariscal de Ayacucho                       | 1987   | Principal             | UGMA      | Privado           | Archivado el 19 de octubre de 2018 en Wayback Machine. | Edgar Ortiz                 |
| Universidad Santa María                                     | 1994   | Extensión             | USM       | Privado           | www.usm.edu.ve                                         | José Ceballos               |
| Universidad Nacional Experimental de las Artes              | 2008   | Principal             | UNEARTE   | Público           |                                                        | Gobierno Nacional           |

## Deporte

### Béisbol
La ciudad es la sede del equipo Caribes de Anzoátegui (antes Caribes de Oriente) los cuales juegan en el Estadio Alfonso Chico Carrasquel que cuenta con una capacidad para 18 000 espectadores.
En los años 1994 y 1998 el Estadio Alfonso Chico Carrasquel de Puerto La Cruz organizó la Serie del Caribe.
Entre 1955 y 1963 sirvió de sede al equipo Navegantes del Magallanes bajo los nombres de Indios de Oriente y Estrellas Orientales.

### Fútbol
La ciudad cuenta con el estadio José Antonio Anzoátegui con capacidad para 40 000 aficionados y es sede del Deportivo Anzoátegui, éste recinto fue sede de la Copa América 2007 y el Estadio Salvador de la Plaza con capacidad para 5000 aficionados, este estadio que se utiliza para los entrenamientos del Deportivo Anzoátegui y también de la Selección Vinotinto.

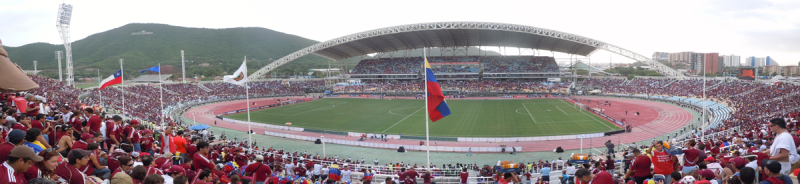
Estadio José Antonio Anzoátegui.

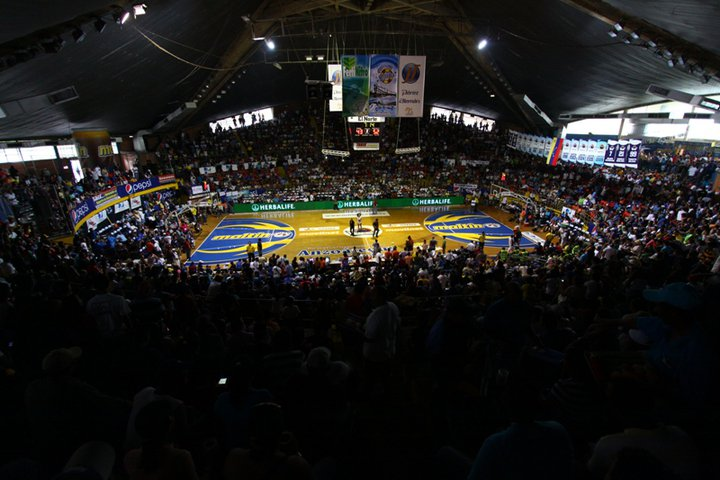
Gimnasio Luis Ramos

.

#### Clubes deportivos
- Béisbol: Caribes de Anzoátegui.
- Baloncesto: Gladiadores de Anzoátegui (antes tenía a Marinos de Anzoátegui, pero la sede de dicho equipo la mudaron a la ciudad de Maturín)
- Fútbol: Deportivo Anzoátegui, SC Real Anzoátegui y Petroleros de Anzoátegui
- Fútbol Femenino: Comunidad Cristiana SC

## Turismo y Patrimonio
Por su cercanía a playas, islas, ríos y montañas, la Gran Barcelona es una zona de intensa actividad turística. Cuenta con numerosos hoteles y lugares de diversión diurna y nocturna. Entre los hoteles de lujo se pueden mencionar los siguientes:

#### Catedral de San Cristóbal de Barcelona
La Iglesia de San Cristóbal se empezó a construir en 1748, pero debido a un terremoto que la dejó casi destruida, no fue sino hasta 1773 que se pudo terminar este templo. La característica quizás más importante de esta iglesia es que en ella se venera la Milagrosa imagen de Nuestra Señora del Socorro de Barcelona la histórica "Virgen del Totumo", la primera imagen religiosa que llega a esa región, en la entonces ciudad de San Cristóbal de la Nueva Écija de los cumanagotos, a principios del XVI o finales del XVI; representando, así, la primera tradición cultural-religiosa de la comunidad Barcelonesa. Además, bajo el altar mayor del templo se enterró un relicario con un hueso de cada uno de los siete santos: San Severino, San Eustaquio, San Facundo, San Pedro Alcántara, San Pacífico, San Anastasio y San Pascual Bailón.

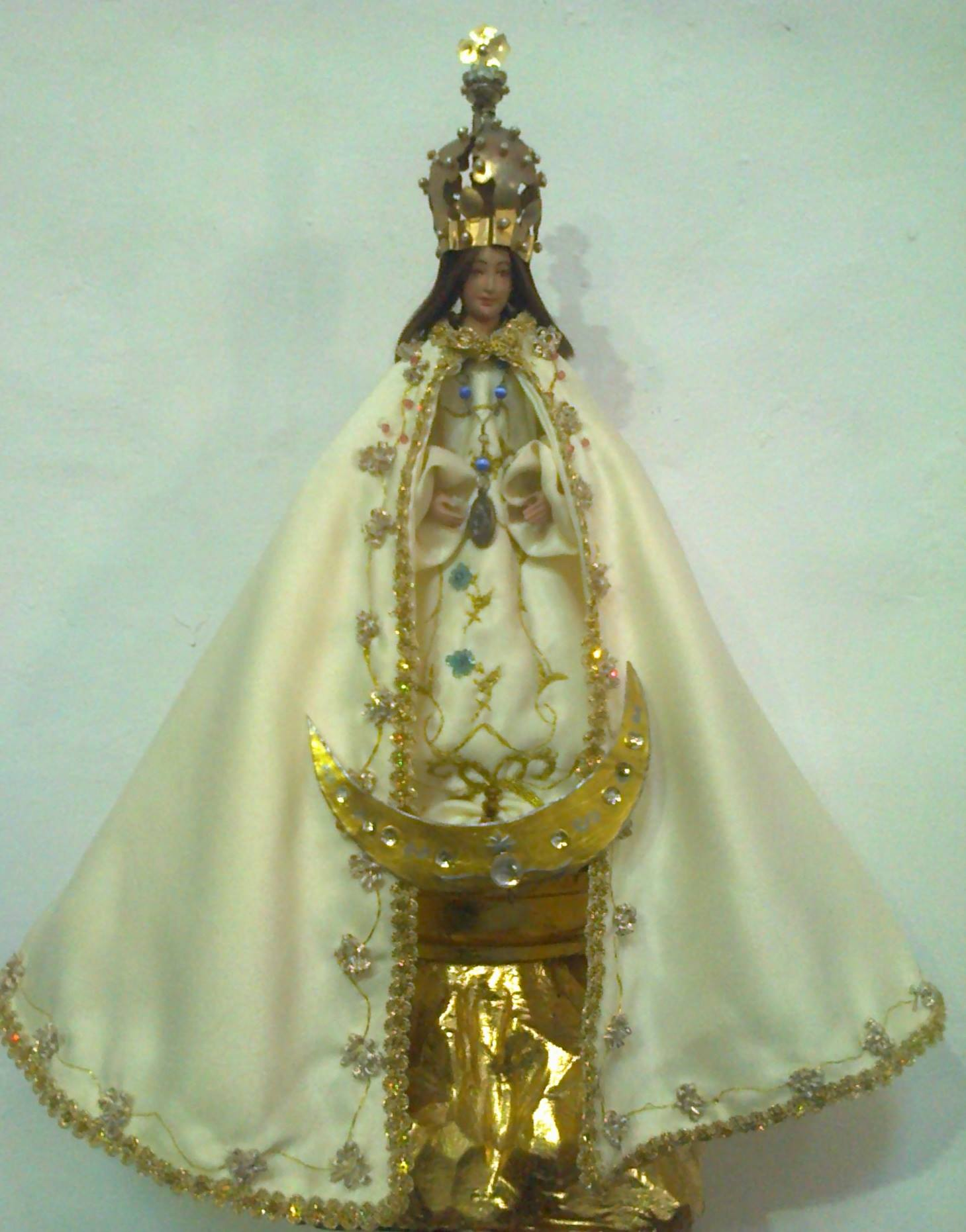
La Bienaventurada Virgen María, Nuestra Señora del Socorro de Barcelona, “La Virgen del Totumo”

Posteriormente en 1777, el Obispo de Puerto Rico, Manuel Jiménez Pérez, le trajo a la iglesia desde Roma los restos de San Celestino . Sus restos fueron colocados en un relicario barroco y ubicados en una pequeña capilla en el ala izquierda de la iglesia.
El mártir San Celestino ha sido venerado desde entonces por los habitantes de Barcelona y el 8 de diciembre de 1777, llegó una Disposición Pontificia por la cual se reconocía al Mártir como el Patrono de la ciudad. Su fiesta se celebra actualmente el 15 de mayo.

#### Fortín de la Magdalena
También conocido como Fortín de Doña Magdalena, es una edificación militar y un lugar turístico ubicado en Lecheria, Área metropolitana de Gran Barcelona. Fue construida por la Corona Española a mediados del año de 1799 para defender el Río Neverí y el oro blanco es decir la sal, de los piratas y es considerado un lugar místico en el oriente, fue escenario de muchas batallas del XVIII.

#### Casa de la Cultura
Es una casa colonial restaurada que fue donada a la ciudad de Barcelona por la familia Otero Silva. En el segundo piso de la casa hay una amplia exhibición permanente de obras de pintores representativos modernos de Venezuela, la cual es propiedad de dicha familia.

#### Basílica del Cristo de José

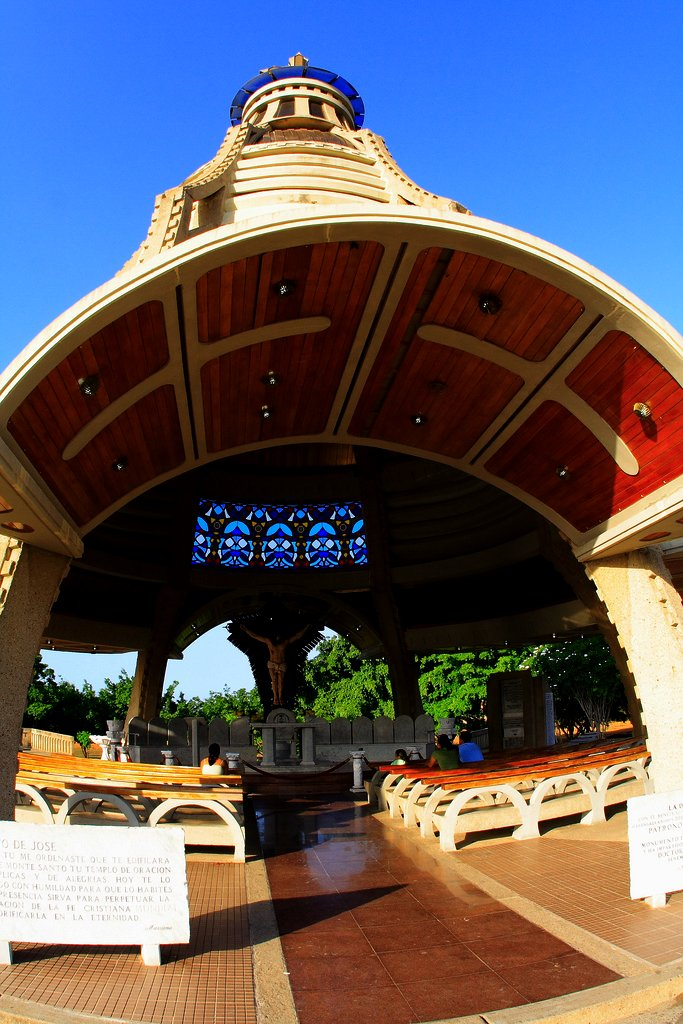
Entrada a la Basílica de San José.

En la carretera Nacional de la Costa, entre Barcelona y Puerto Píritu, se encuentra ubicada la Basílica del Cristo de José, también conocida como "El Cristo de los Viajeros", donde diariamente acuden los feligreses que están de viaje para encomendarse a Él para que los proteja en su travesía. Esta Basílica fue construida por Mariano Adrián de la Rosa, con patrimonio personal, en agradecimiento a los favores recibidos.

#### Plaza Boyacá
Desde 1897, en la cuadra central de la ciudad se encuentra la Plaza Boyacá en honor a la más importante de las batallas liderada por Simón Bolívar y que llevó a la independencia del Virreinato de la Nueva Granada (actual Colombia).
Esta plaza fue la mayor de la Barcelona Colonial y es poco lo que ha cambiado después de su construcción en 1671. La Casa de Gobierno y la Iglesia de San Cristóbal todavía están una frente a la otra, a ambos lados de la plaza.

#### Plaza Bolívar
Construida en 1930 es un punto de referencia para la ciudad, tiene una estatua ecuestre réplica del Libertador realizada por Francisco Pigua. Un detalle a resaltar de esta obra es que el Libertador tiene levantado su brazo derecho y con espada en mano, señala la estatua de Eulalia Buroz, ubicada en la Casa Fuerte. La plaza es de amplias dimensiones con jardines y árboles.

#### Plaza Miranda
Es una de las principales plazas de la ciudad, tiene una estatua del precursor y es un punto de referencia local. Se ubica entre las Avenidas Miranda y 5 de julio

#### Teatro Cajigal
Es una edificación del XIX, construida en el estilo Neoclásico frente a la Plaza Rolando. Este teatro es pequeño y encantador, tiene una capacidad para 300 personas. Aquí se presentan diversas obras teatrales y conciertos.

#### Museo de Anzoátegui
También conocido como Museo de la Tradición fue construido en 1671, siendo una de las casas más antiguas que tiene la ciudad de Barcelona. Gracias a una restauración, esta casa luce exactamente igual a como lucía en la época colonial venezolana, cuando la casa fue construida.
En el pasado esta casa tenía acceso al río Neverí, que servía de atracadero para los botes que llegaban de las islas vecinas. El Museo de la Tradición consta de más de 400 artículos, entre los que destacan la artesanía indígena, obras de escultura y arte religioso colonial español que datan del XIII, así como también distintos objetos históricos de la ciudad de Barcelona. Está ubicada frente a la plaza Boyacá.

#### Casa Fuerte de Barcelona

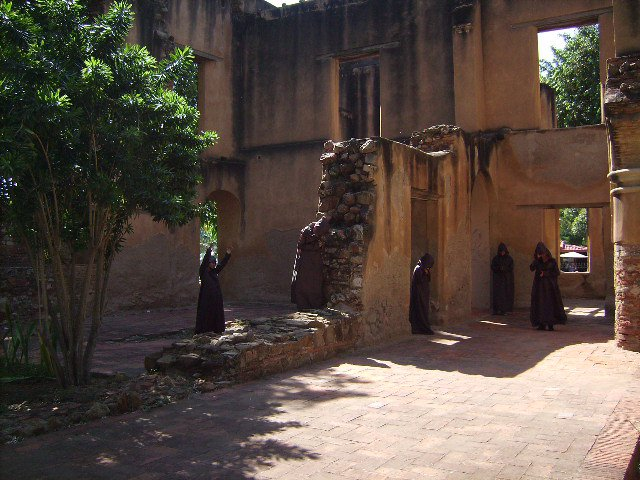
Casa Fuerte de Barcelona

Esta edificación fue un antiguo convento franciscano que se transformó en fortaleza por la iniciativa del General Pedro María Freites y Santiago Mariño. La Casa Fuerte sirvió de refugio al pueblo de esta zona ante la invasión del realista Aldana en 1817.
Las ruinas de esta edificación fueron consideradas como un recordatorio de la masacre del 7 de abril de 1817, donde ancianos, mujeres y niños fueron asesinados por las fuerzas realistas.

#### Puente Real de los Españoles
Es un Puente Colonial que se localiza en la Urb. Nueva Barcelona, de estilo arqueado hecho de piedra.

#### Antigua Aduana

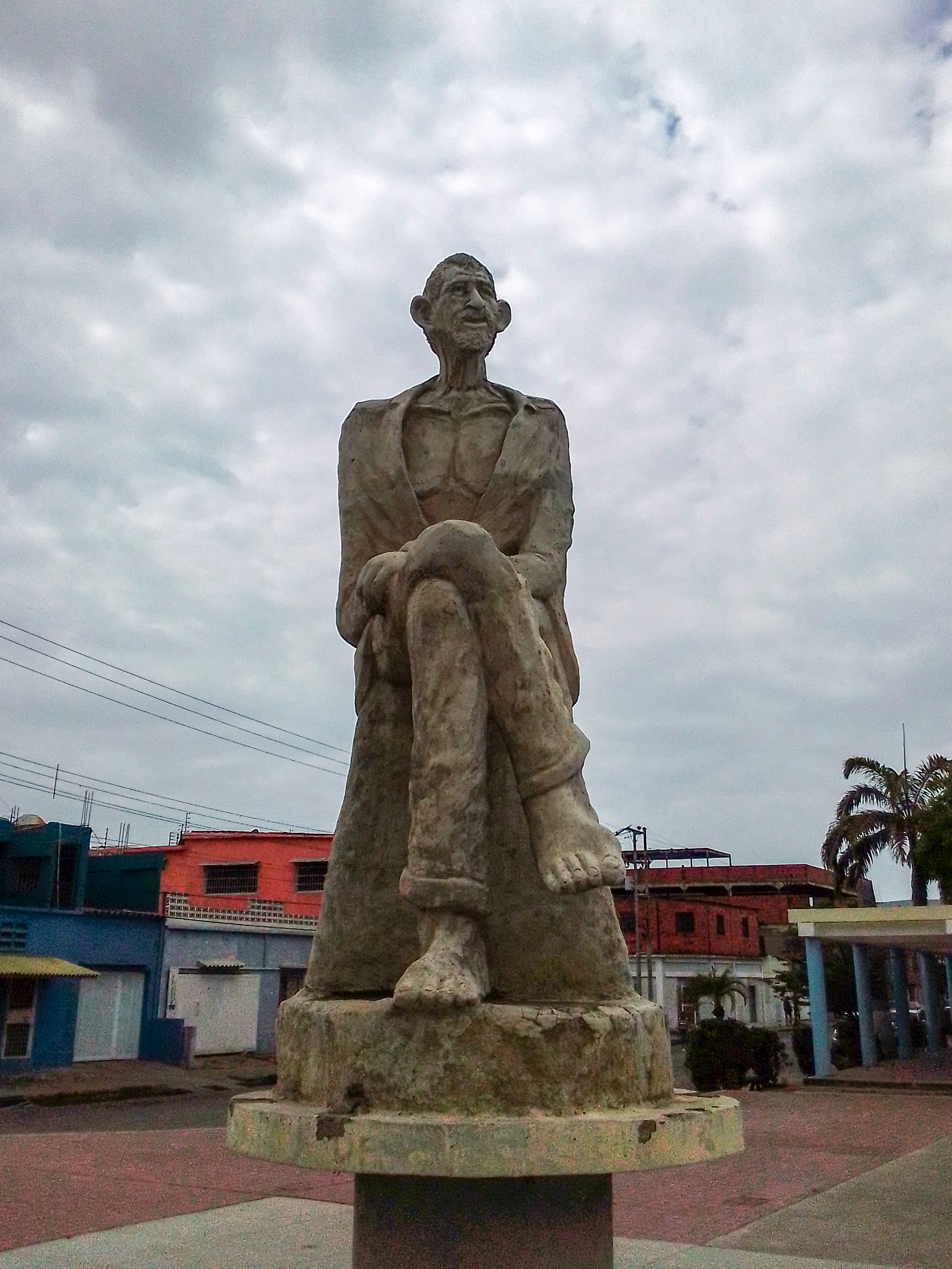
Estatua Jesús "Bombón" Reyes del escultor Claes Mata ubicada en la plaza Bombón.

El rincón de la Aduana no es más que los vestigios de lo que fue una de las casas aduaneras más importantes de toda Venezuela de la época colonial. Este lugar histórico de Barcelona fue por más de dos siglos, 1700 a 1900, un puerto de gran actividad comercial entre los llanos y el resto de Venezuela.
Actualmente sólo quedan los recuerdos de la intensa actividad portuaria que tuvo Barcelona en aquella época y que ahora sólo son extensos manglares que ocupan todo el lugar de lo que una vez fue una de las casas aduaneras más importantes del país.

#### Ruinas de San Felipe Neri
La Iglesia de San Felipe Neri fue fundada por una sociedad religiosa en 1564 para desarrollar el oratorio como forma musical y para cantar los reconocidos oratorios del XVIII.
El terremoto de 1812 destruyó la iglesia, pero poco después se construyó una gruta a la Virgen, conocida como Gruta de San Felipe y sólo quedaron lo que hoy se conoce como las Ruinas de San Felipe Neri.

#### La Ermita de Nuestra Señora del Carmen
La Ermita es un templo cuyas líneas Neoclásicas y reliquias religiosas la convierten en una de las más estimadas tacitas de plata de oriente. Los orígenes de esta iglesia oriental se remontan a finales del XVIII cuando un grupo cristiano de barceloneses fundaron la Cofradía de Nuestra Señora del Carmen. La finalidad de dichos devotos del Carmen fue dedicarse a la tarea de expandir la fe de la Virgen María y buscar las limosnas para construirle una Ermita que fue posteriormente levantada, poco a poco, en un terreno que donó Felipa Chirinos.
La Ermita de Nuestra Señora del Carmen tuvo muchos contratiempos durante su construcción. Los efectos de la guerra de la independencia, los conflictos entre conservadores y liberales, la guerra federal y las continuas revoluciones del XIXocasionaron que la cofradía no tuviera el dinero suficiente para culminar rápidamente el templo que fue paralizado en varias ocasiones.
Luego de casi dos siglos de trabajos de construcción la Ermita de Nuestra Señora del Carmen fue inaugurada oficialmente en 1896. El gobernador de Gran Estado de Bermúdez (actuales Estados Anzoátegui, Sucre y Monagas), General Nicolás Rolando, contrató al arquitecto Ramón Irigoyen para culminar la obra. Anteriormente el obispo de la diócesis de Guayana y máxima autoridad eclesiástica de Oriente, Monseñor Manuel Felipe Rodríguez permitió que el presbítero Federico Mendoza oficiara la primera misa de la ermita, el 31 de julio de 1887; pero aún faltaban concluir parte de la fachada principal de líneas neoclásica, las dos torres, la instalación del fino piso de mármol negro y blanco traído de la famosa cantera italiana de Carrara y finalmente los valiosos vitrales igualmente de origen italiano, que son de los más llamativos de Venezuela.

#### Puente Bolívar
Es el primer puente que se construyó sobre el Río Neverí, ofrece una vista de la ciudad y del río en su totalidad comunica las avenidas Cajigal y Fuerzas Armadas. Cabe destacar que este puente fue realizado por la misma constructora que construyó la Torre Eiffel en Francia.

#### Aguas Termales de Naricual
Este paraje turístico se encuentra ubicado en el kilómetro 12 de la carretera Barcelona–San Mateo. Son cercanas al pueblo del mismo nombre, en el municipio Bolívar, al sureste de Barcelona. Las aguas tienen un alto contenido de hierro y soda, su coloración es blanquecina debido a las grandes porciones de limo en suspensión. La temperatura oscila entre los 40 y 50 °C.

#### Río Neverí

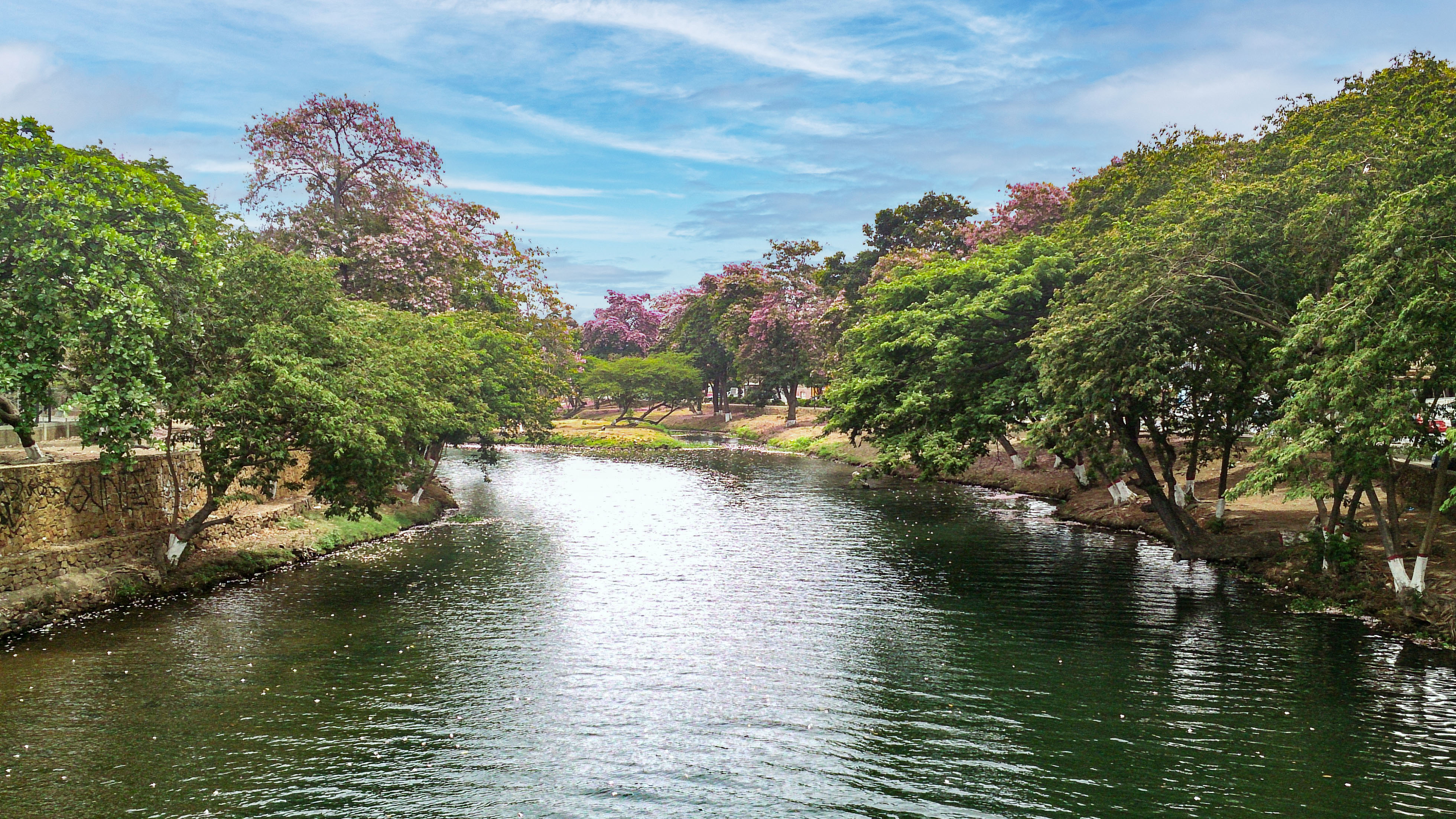
Río Neverí de Barcelona

Nace al noroeste del Caserío Las Culatas en el estado Sucre y se forma al norte del Cerro Tristeza (Parroquia Libertador del Municipio Pedro María Freites, que está a una altitud de 2580 metros sobre el nivel del mar en la Serranía de Turimiquire), "en la fila del Macizo Oriental, a unos 2600 metros de altitud".
Su curso: Toma rumbo al oeste que desde la altura lo conduce a las poblaciones El Rincón, San Diego y Aragüita, desde allí se define su parte baja. A partir de Macuaral recibe aguas del Río Naricual y El Viejo y de las quebradas Los Aguacates, Del Alambique, Coricual, El Chamo, Chuponal, Higuerote, La Palma, Pekín, Peña Blanca, Provisor, Seca, El Tigre, Samán , La Colina, Vidoño, Razetti, Universitario, Fundación Mendoza, UDO, El Maguey, Colorado, Pozuelos, La Fundación, Terrazas de Pozuelos, Boyacá, Tronconal, Los Montones, etc.
Desemboca en el Mar Caribe, en las coordenadas geográficas 10°10′30″ de latitud Norte y 64° 43' 30" de longitud Oeste. Su recorrido aproximado es de 103 kilómetros.

#### Hoteles

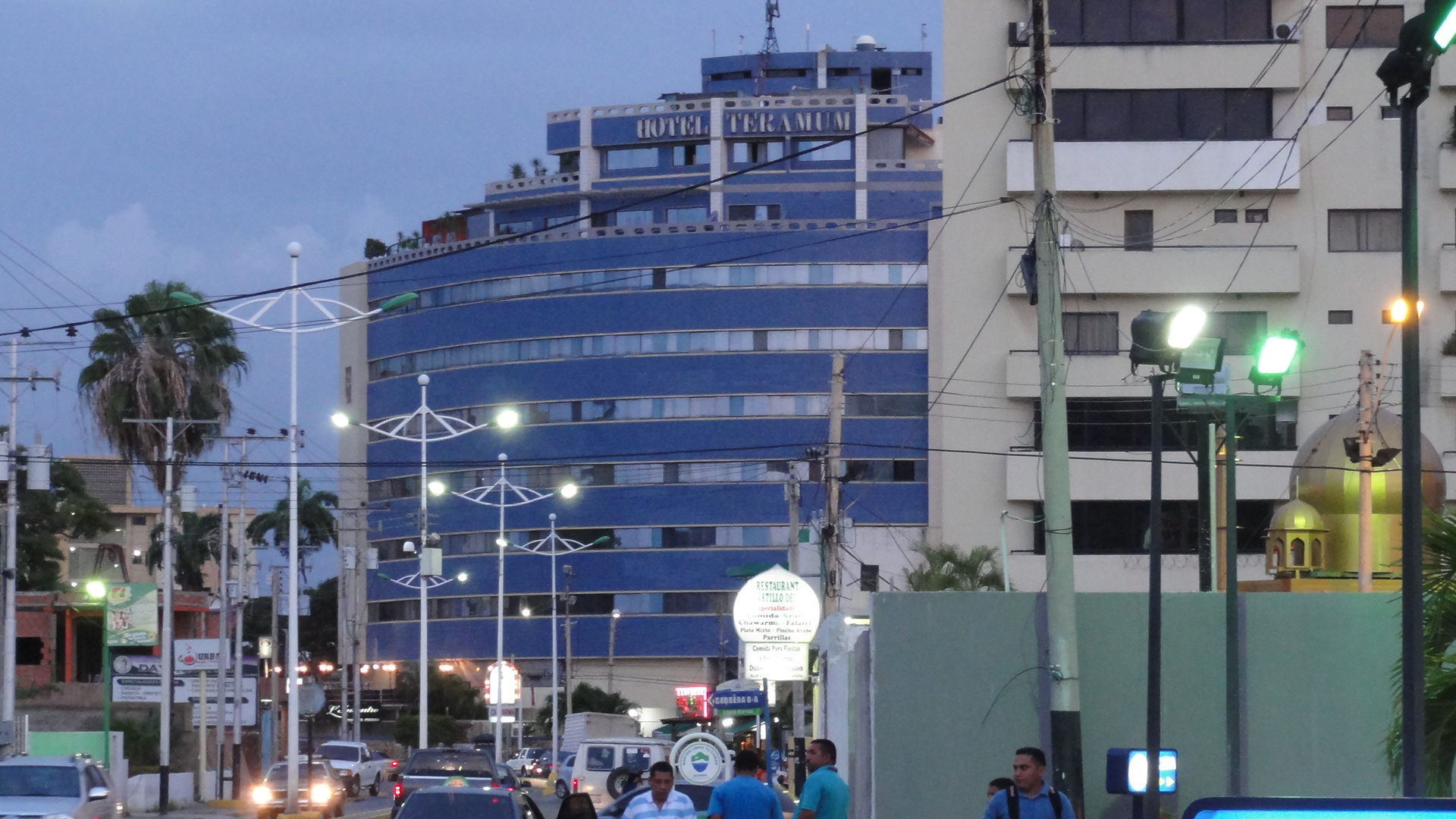
Hotel Teramum

- - Hotel TeramumHotel Maremares Buddha Bar Beach & Spa - (Antiguo Venetur)
- Hotel Punta Palma
- Gran Hotel Paradise Puerto La Cruz - (Antiguo Venetur) - (Antiguo Hotel Meliá Puerto La Cruz)
- Hotel Cristina Suites
- Hotel El Dorado Suites
- Hotel Rasil
- Hotel Teramum
- Hotel Las Gaviotas - (en construcción)
- Hotel Gaeta
- Hotel Eurobuilding El Morro - (en construcción)
- Hotel Sorrento
- Hotel Riviera
- Apart-Hotel Puerto Playa Suites
- Hotel Aqua-Vi Suites & Spa

#### Discotecas
- El Toque
- Drums
- Jarvis
- La Isla Lecheria
- La Aldea
- Marea club
- 0281
- Steel Club
- pk2 beach
- AFROBAR

#### Complejo Turístico El Morro
En la zona se encuentra el Complejo Turístico El Morro, una serie de hoteles, conjuntos residenciales y centros comerciales, construidos sobre canales marinos artificiales navegables, una zona de gran hermosura tropical.

## Centros Comerciales

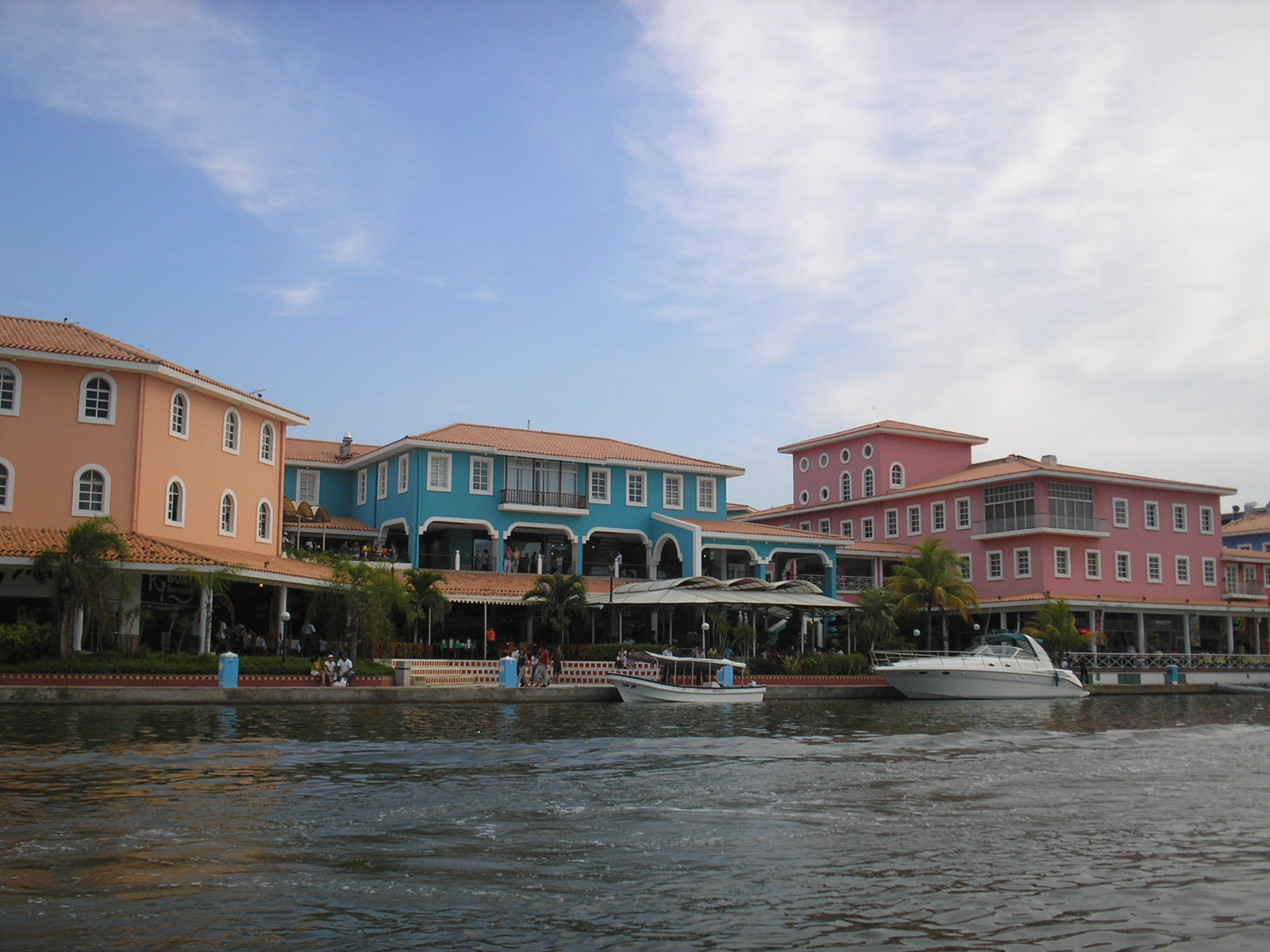
Centro Comercial Plaza Mayor

Cómo todas las ciudades, la Gran Barcelona también cuenta con numerosos centros comerciales de gran importancia, algunos de estos son:
- Centro Comercial Plaza Mayor (el de más importancia en la conurbación, construido en 1995 y el más grande)

- Centro Comercial Caribbean Mall (3.º más grande de la conurbación, construido en 1993)

- Centro Comercial Regina (construido en 1975 y remodelado en 2002, el cuarto más grande)
- Centro Comercial Ciudad Puente Real (construido en 2010, como el más nuevo y el segundo más grande)

- Centro Comercial Nueva Esparta  (construido en 1998)
- Centro Comercial Camino Real (construido en 2007)
- Centro Comercial Country Mall (en su etapa final de construcción, se concluirá en 2019, será el segundo más grande de la zona, después del Centro Comercial Plaza Mayor)
- Centro Comercial Paseo Boulevard (en su etapa final de construcción, se concluirá en 2019, será uno de los más grandes
- Centro Comercial Laguna Mall (en construcción, se concluirá en 2020)

## Transporte

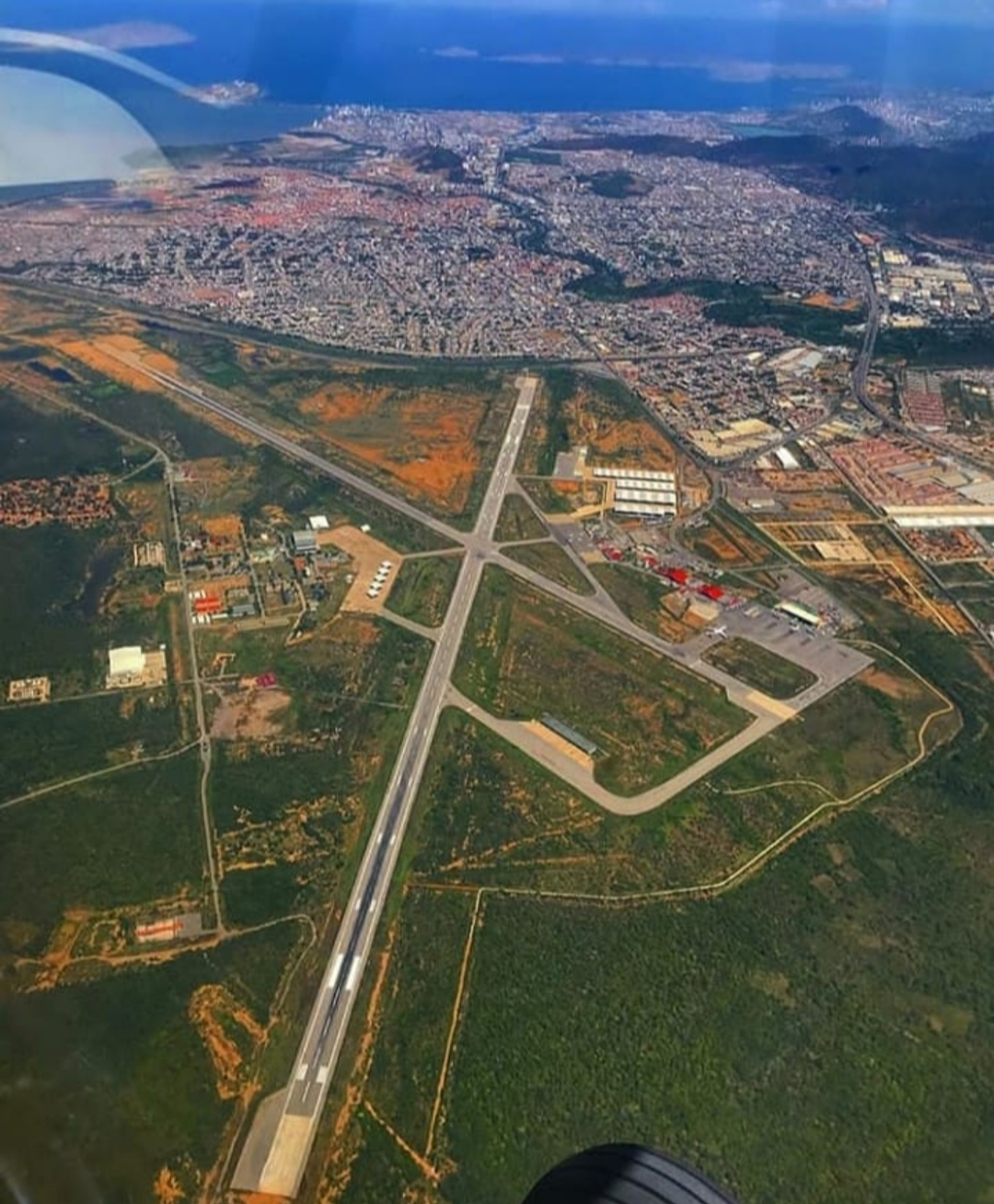
Aeropuerto de Barcelona

Se puede llegar por vía terrestre desde la zona centro-occidental y el restante de la zona nor-oriental del país mediante la Autopista Gran Mariscal de Ayacucho (Troncal 9). Desde la Zona Sur y Sur-Oriental por la Autopista Central de Anzoátegui o Troncal 16. Por vía aérea a través del Aeropuerto Internacional General José Antonio Anzoátegui de Barcelona.
Por vía marítima, mediante el Terminal de Ferris de Puerto La Cruz y el Puerto de Guanta. Las avenidas que atraviesan el área metropolitana son de 2 a 4 canales (ida y venida), unas de las más importantes es la Av. Intercomunal Barcelona - Puerto La Cruz (Antes Andrés Bello), que atraviesa la conurbación con un tramo aproximado de 11 km. Otras dos avenidas importantes son la Avenida Municipal que es la continuación de la avenida anteriormente nombrada, que atraviesa Puerto La Cruz con un tramo de 6 km y la otra es la Avenida Argimiro Gabaldón o Vía Alterna que ayuda a que no se congestionen las otras avenidas.

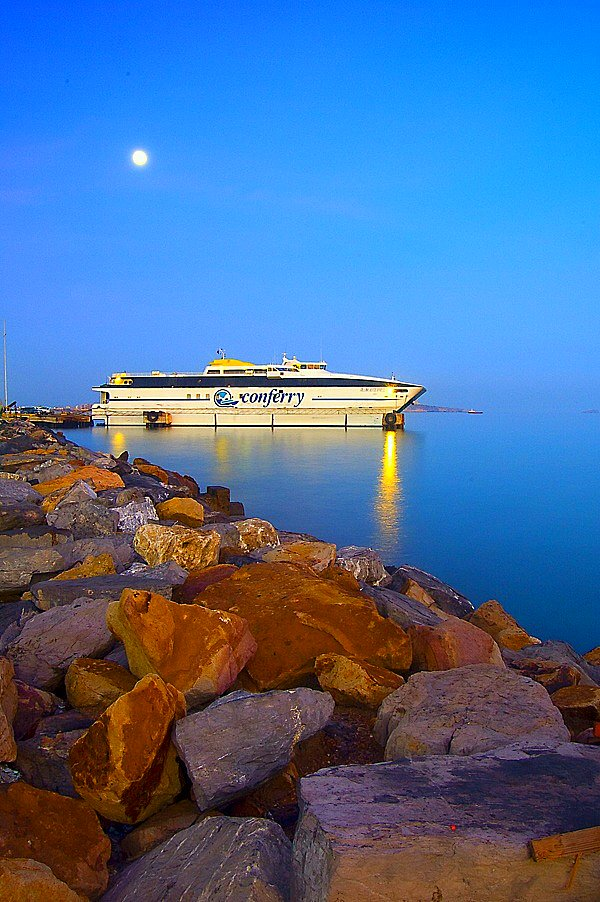
Ferry de la empresa Conferry

El día, 18 de noviembre de 2015, fue inaugurado él Bus Transporte Rápido (BTR), que recorre en su Línea 1 desde la Redoma de Guaraguao (entrada a Puerto La Cruz) hasta la altura del Mercado Campesino y la Zona Industrial, en Barcelona, que tiene un total de 19 paradas y 17,5 kilómetros de recorrido. Es el primer sistema de transporte masivo de la conurbación; este sistema favorece a más de 300.000 personas diariamente.

### Distancias (km) a Otras Ciudades de Venezuela
| Ciudad         | Kilómetros |
| -------------- | ---------- |
| Cumaná         | 93         |
| Maturín        | 215        |
| Caracas        | 326        |
| El Tigre       | 169        |
| Ciudad Bolívar | 299        |
| Ciudad Guayana | 384        |
| Valencia       | 491        |
| Maracaibo      | 1.020      |
| Barquisimeto   | 688        |
| Mérida         | 918        |
| Barinas        | 762        |
| San Cristóbal  | 1.060      |

## Nativos famosos
- José Antonio Anzoátegui (n. 1789), prócer y político
- Diego Bautista Urbaneja (n. 1782), prócer y político
- Miguel Otero Silva (n. 1905), escritor, poeta y filosófico
- Freddy Guevara (n. 1986), político.
- Asdrúbal Cabrera (n. 1984), beisbolista
- Eliézer Alfonzo (n. 1979), beisbolista
- Omar Infante (n. 1981), beisbolista
- Adriana Carmona (n. 1973), taekwondista
- Fernando Amorebieta (n. 1985), futbolista
- Maite Delgado (n. 1965), modelo, actriz, presentadora
- Annarella Bono (n. 1976), modelo, actriz, presentadora
- Sthefany Gutiérrez (n. 1999), modelo, Miss Venezuela 2017, 2.ª finalista del Miss Universo 2018